# Lapin
Pour les articles homonymes, voir lapin (homonymie).
Taxons concernés
Plusieurs espèces dites « lapins »,
 classées dans la famille des Leporidae, 
 dans les genres suivants :
- Brachylagus
- Bunolagus
- Caprolagus
- Nesolagus
- Oryctolagus (lapin commun)
- Pentalagus
- Poelagus
- Pronolagus
- Romerolagus
- SylvilagusArticles sur le lapin commun
- lapin de garenne (Oryctolagus cuniculus)
  - lapin domestique
    - lapin nain
    - Cuniculture
    - Liste des races de lapinsAutres sous-pages sur les lapins
- lapin (homonymie) et lapine
- Liste des lapins de fictionmodifier

Le mot lapin (/lapε̃/) est un terme très général qui désigne en français certains animaux lagomorphes à longues oreilles. On les différencie des lièvres par une silhouette moins élancée et par les petits qui naissent aveugles et nus, cachés dans un nid creusé au sol. Ces animaux ne correspondent donc pas à un niveau précis de classification scientifique.
« Lapin » est en fait un nom vernaculaire ambigu, désignant une partie seulement des différentes espèces de mammifères classées dans la famille des Léporidés, une famille qui regroupe à la fois les lièvres et les lapins. Longtemps classés dans l'ordre des rongeurs, ils sont maintenant regroupés dans un ordre à part : les Lagomorphes.
En employant le terme « lapin », on fait toutefois référence le plus souvent au lapin domestique issu du lapin de garenne (Oryctolagus cuniculus), l'espèce sauvage d'origine européenne qui s'est répandue un peu partout, puisqu'elle est à la base des multiples races de lapins élevées à présent dans le monde entier, y compris des lapins nains. Cependant, les lapins ne se limitent pas à cette seule espèce européenne : il existe en effet plus d'une vingtaine d'espèces de lapins sauvages dans le monde, réparties dans dix genres biologiques, mais dont plusieurs sont menacées d'extinction et protégées au XXIe siècle.
Le lapin est un gibier traditionnel, classé en cuisine avec les volailles et il est un mets apprécié dans de nombreux pays. C'est aussi un animal très présent dans de nombreux domaines culturels. L'« animal aux longues oreilles » est évoqué dans l'art et la littérature tout autant que dans la culture populaire, la mythologie et la symbolique de plusieurs continents. De nombreux personnages de fiction célèbres sont des lapins, notamment dans l'univers enfantin. Le mot « lapin » est par ailleurs utilisé aussi bien comme patronyme que comme marque commerciale.

## Terminologie
Le substantif masculin,, lapin (prononcé [lapɛ̃]) est dérivé de lapereau, par changement de suffixe. Il est attesté au XVe siècle,.

## Espèces
Les lapins sont présents un peu partout sur la planète et se répartissent en dix genres, tous classés dans la famille des léporidés, avec leurs proches parents les lièvres. Ce ne sont donc pas des rongeurs mais des lagomorphes, une branche cousine qui comprend les lièvres, les lapins et les pikas.
Remarque : Les lapins domestiques sont tous issus de l'espèce Oryctolagus cuniculus, qui est à l'origine de toutes les races de lapin sélectionnées en élevage : voir la Liste des races de lapins.
Les lapins sont répartis dans les genres suivants de la famille des Leporidae : Brachylagus, Bunolagus, Caprolagus, Nesolagus, Oryctolagus (lapin commun), Pentalagus, Poelagus marjorita, Pronolagus, Romerolagus et Sylvilagus (ou lapins d'Amérique). C'est-à-dire que les Léporidés sont presque tous des lapins, à l'exclusion du genre Lepus qui rassemble les lièvres. Sept de ces genres ne comprennent qu'une seule espèce de lapin, on dit que ce sont des genres monospécifiques. Le genre Nesolagus regroupe deux espèces, le genre Pronolagus en compte trois et le genre  Sylvilagus rassemble quinze espèces, soit au moins 27 espèces différentes de lapins en tout.

Quelques espèces de lapins hors du continent américain
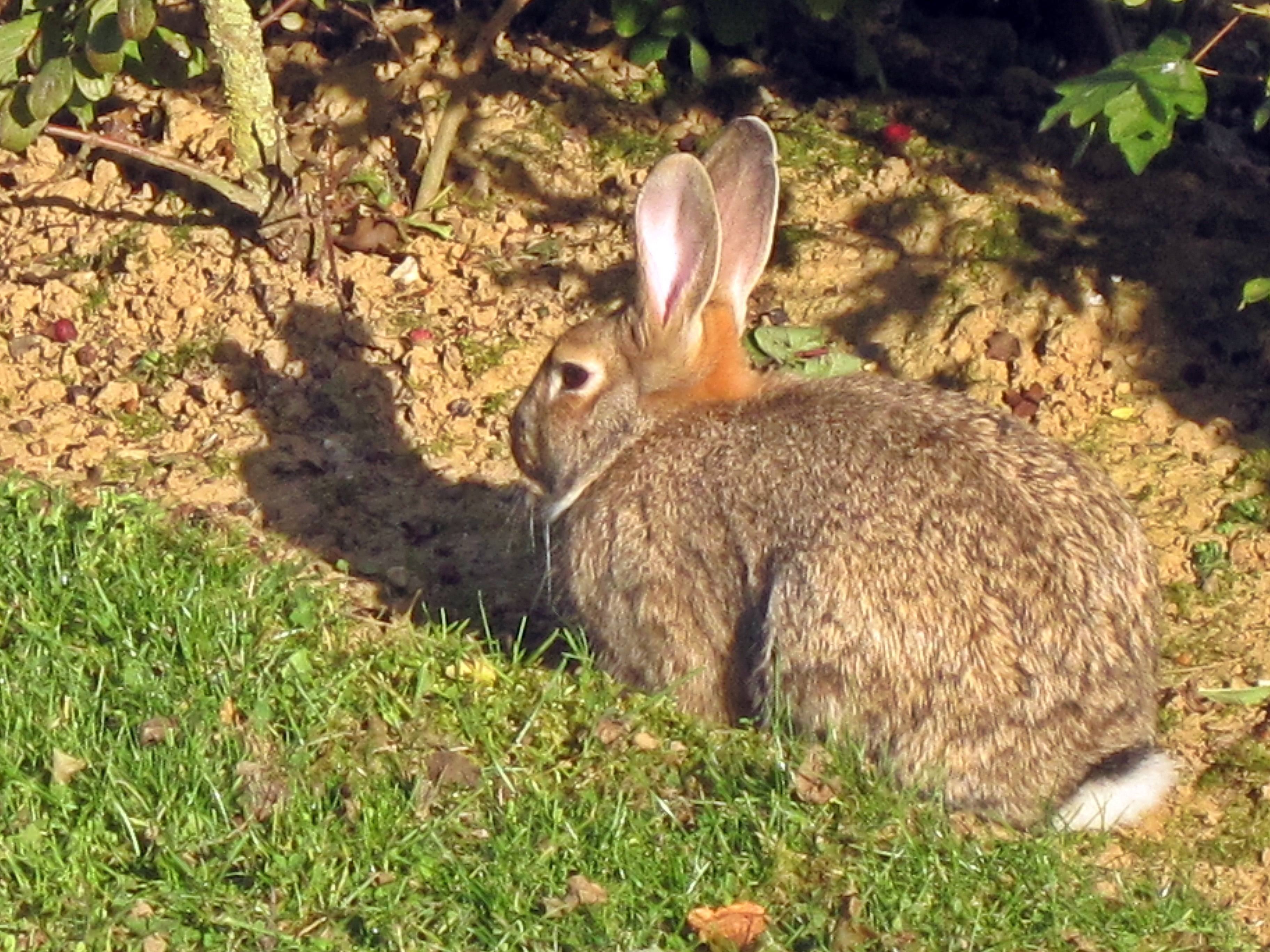
Lapin de garenne (Oryctolagus cuniculus), présent en Eurasie, en Australie et en Afrique du Nord.
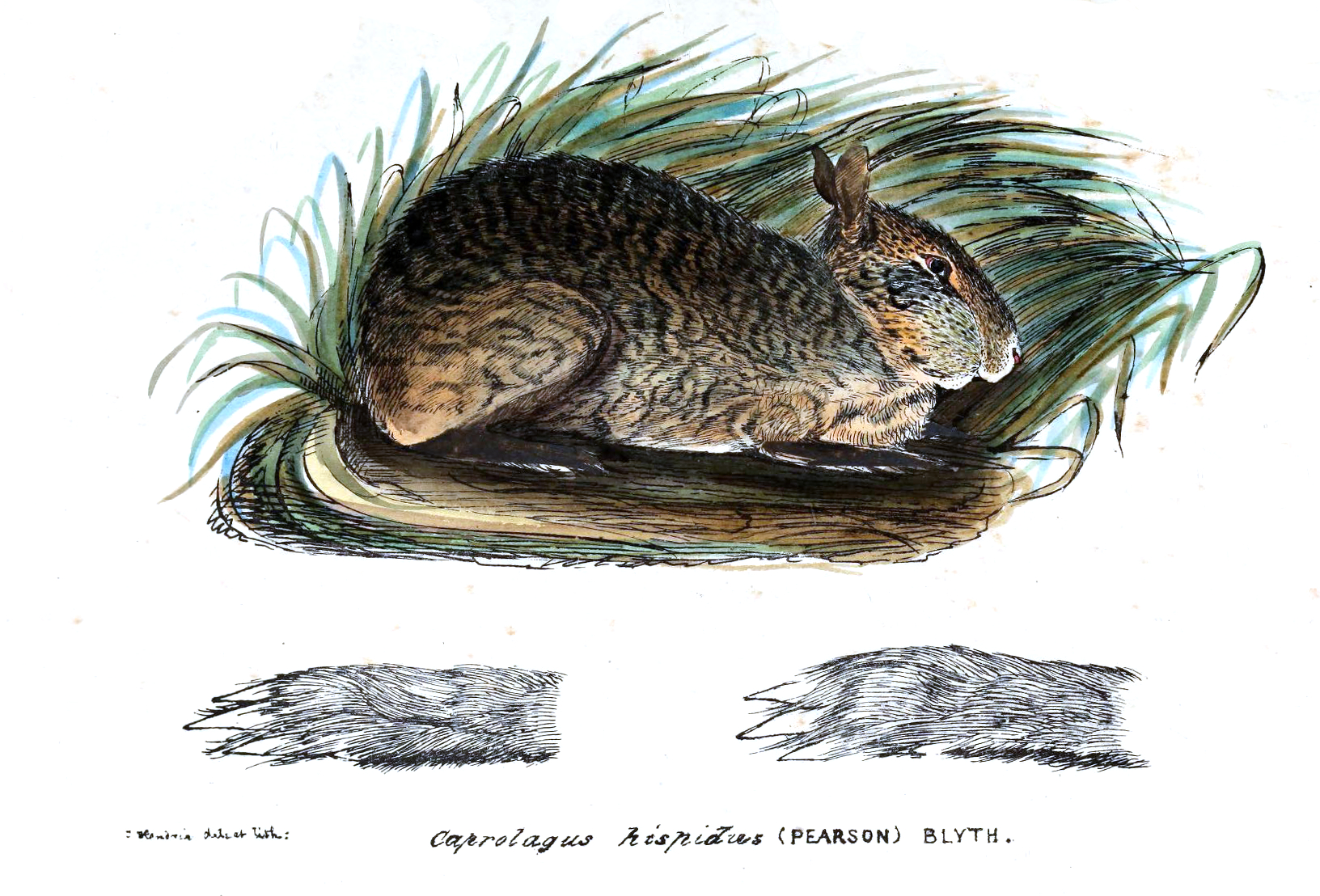
Lapin de l'Assam (Caprolagus hispidus), au sud de l'Himalaya (menacé).
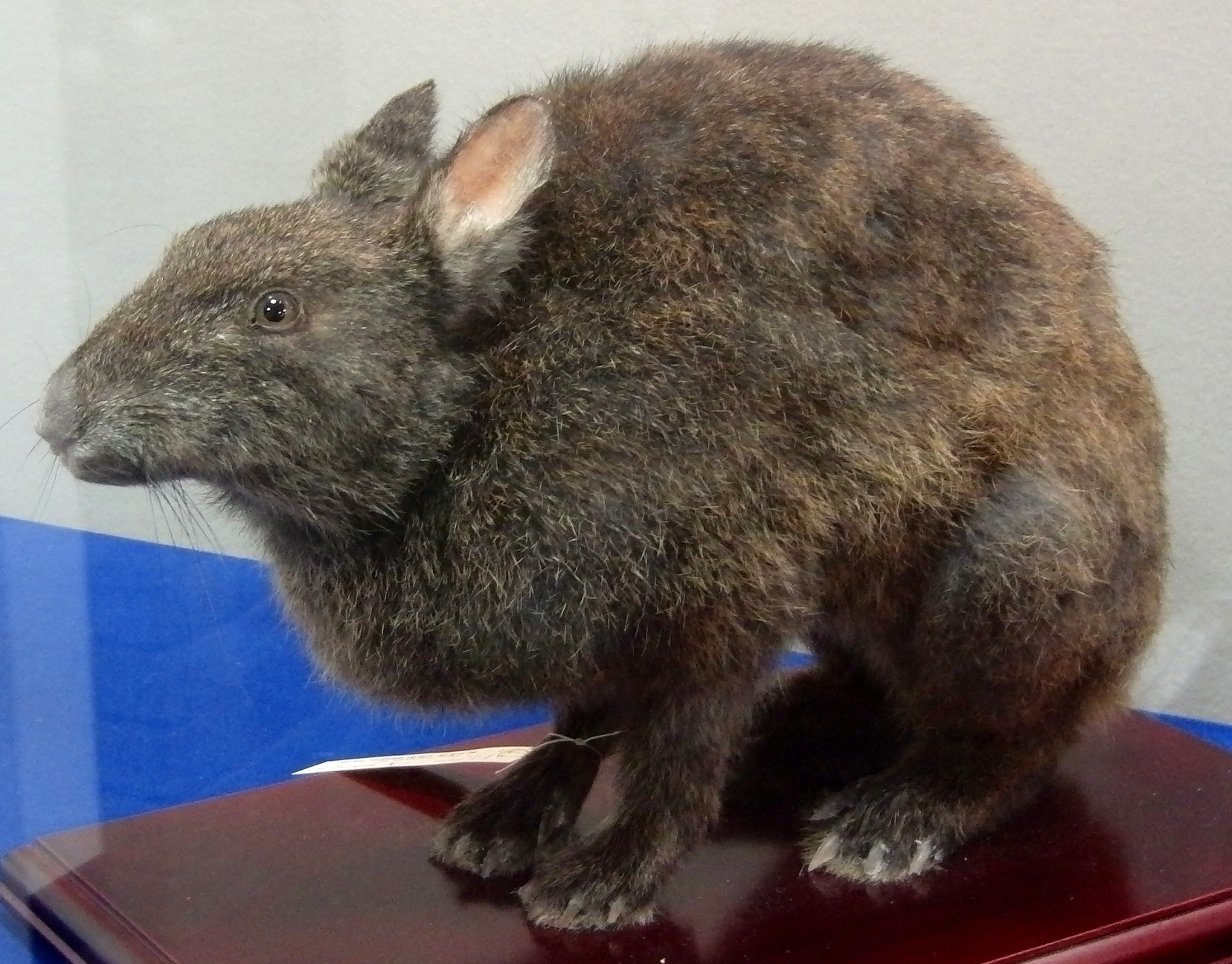
Lapin des îles Amami (Pentalagus furnessi), au Japon (menacé).

Quelques espèces de lapins du continent américain
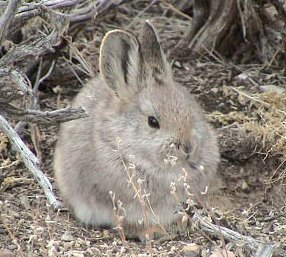
Lapin pygmée.(Brachylagus idahoensis), petit lapin d'Oregon Country.
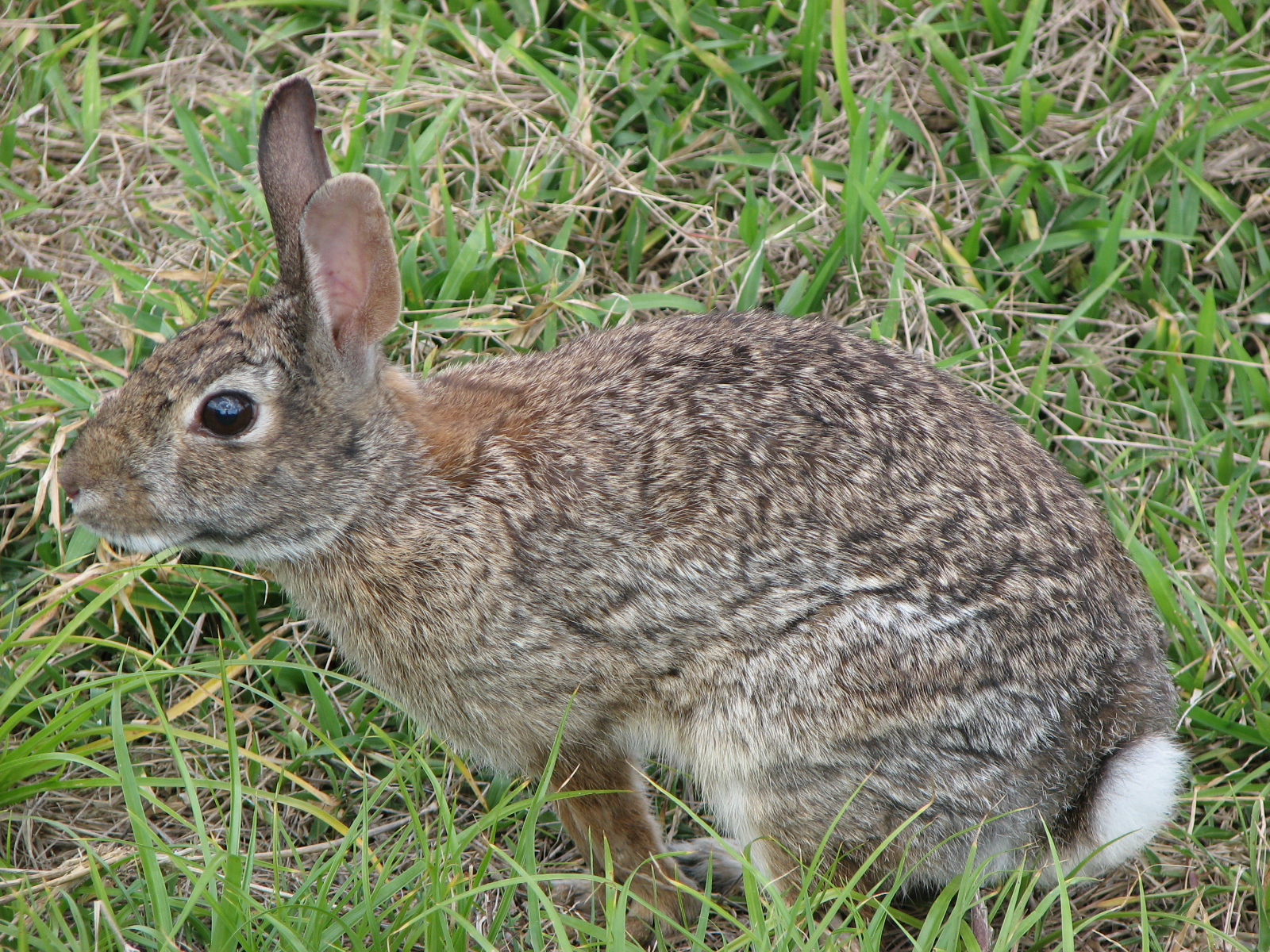
Lapin à queue blanche (Sylvilagus floridanus), du Canada au Vénézuéla.
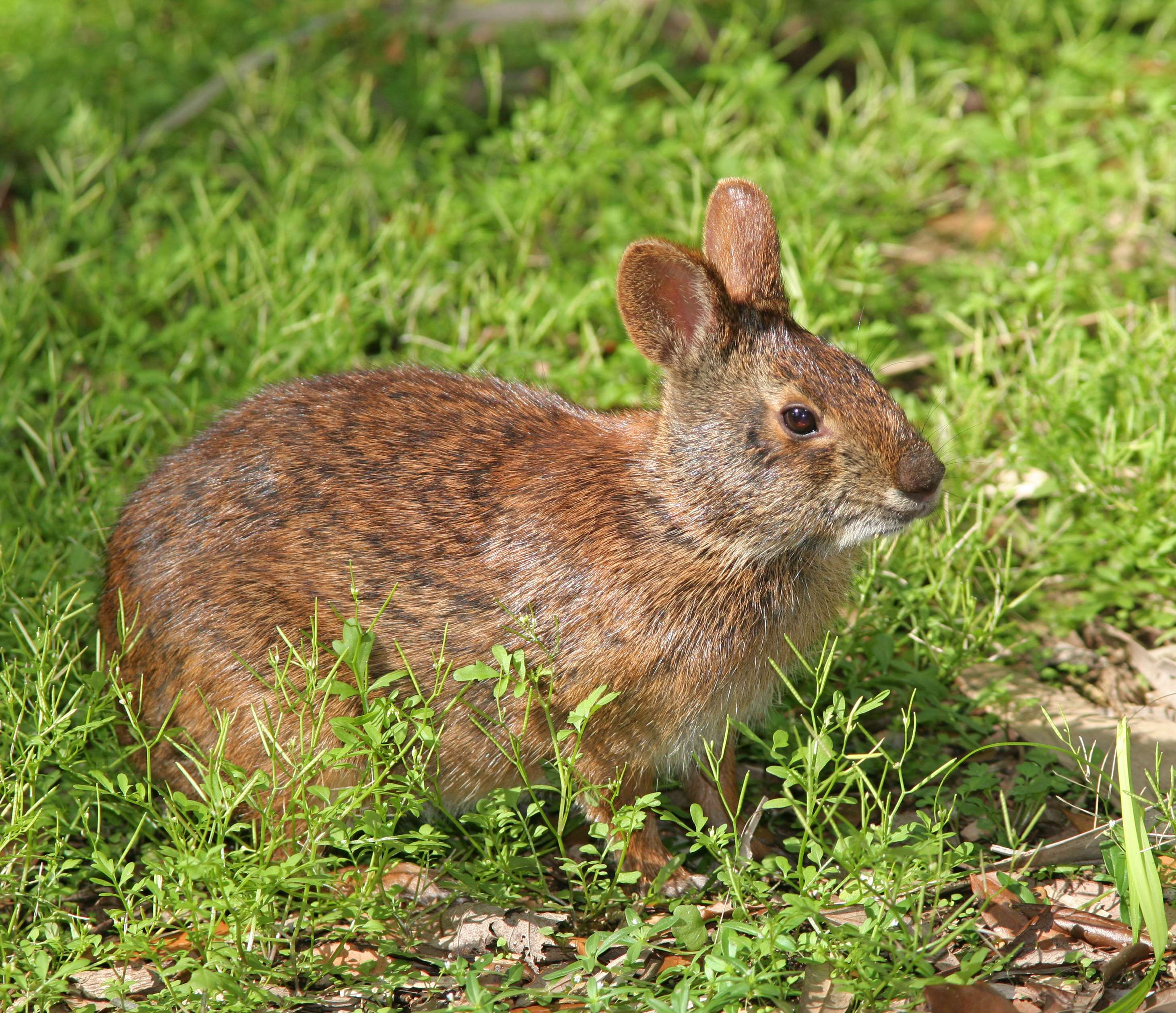
Lapin des marais (Sylvilagus palustris), de la Virginie à la Floride.
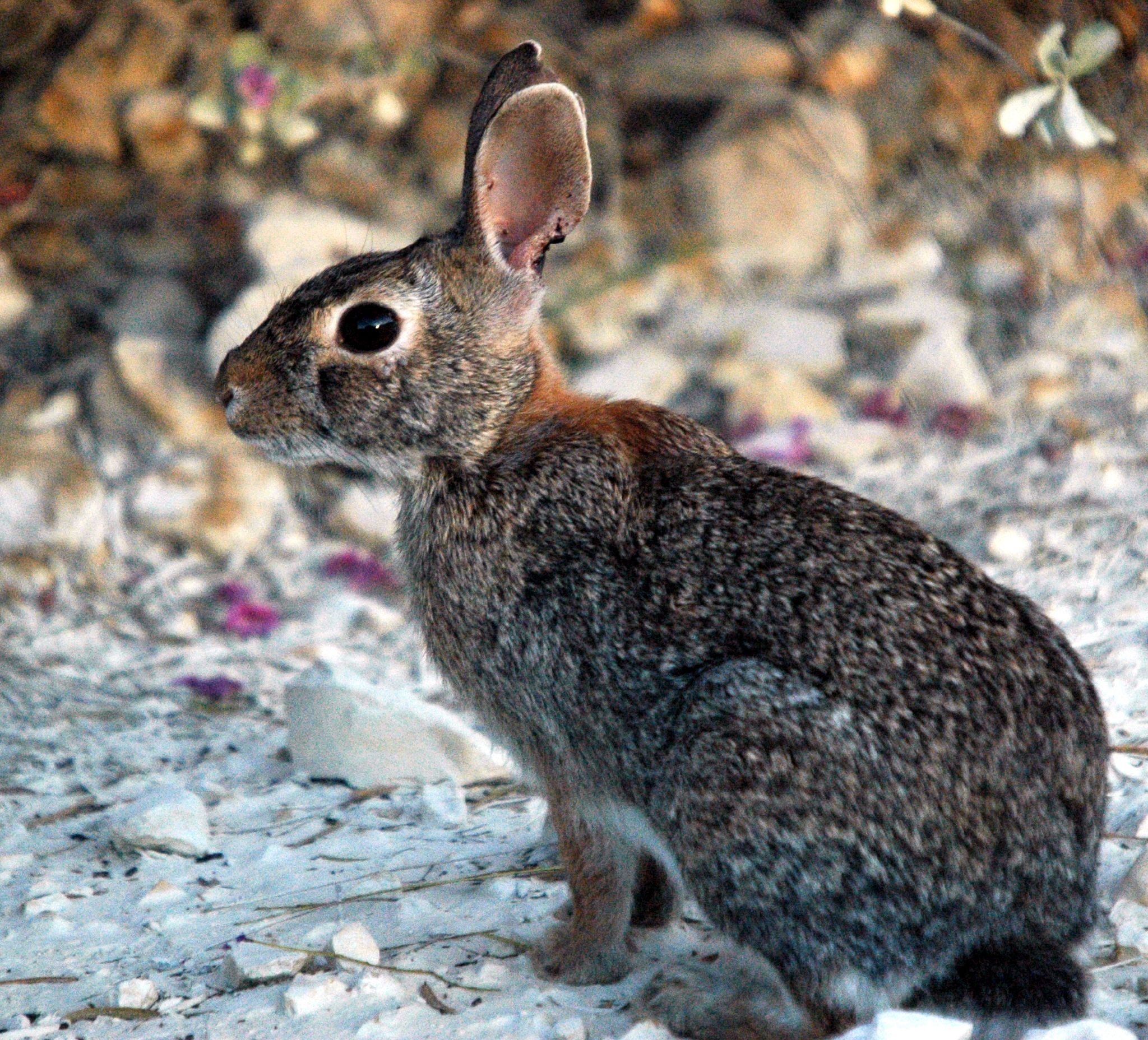
Lapin aquatique (Sylvilagus aquaticus), du Texas à la Caroline du Sud.
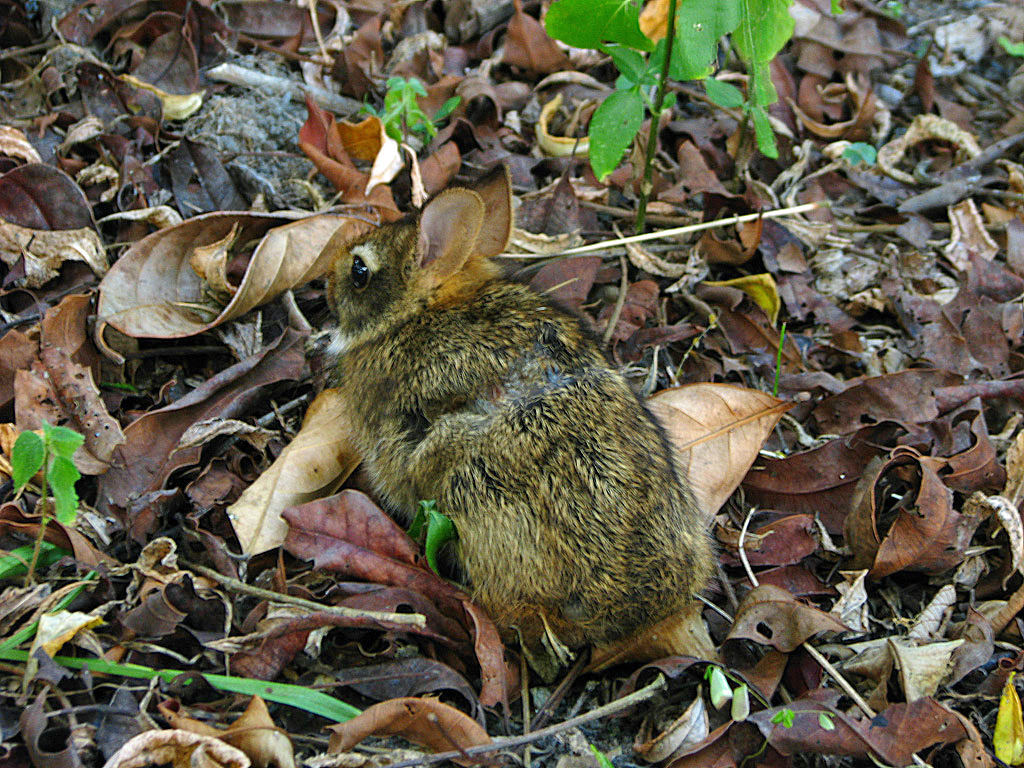
Lapin du Brésil (Sylvilagus brasiliensis), du Mexique à l'Argentine.
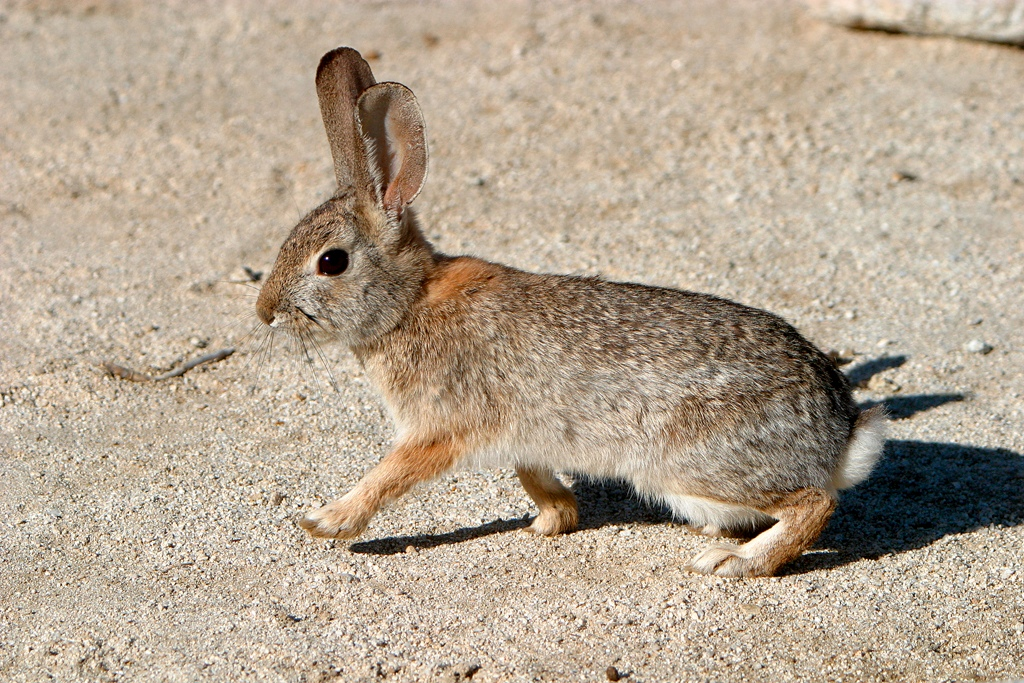
Lapin d'Audubon (Sylvilagus audubonii), dans les zones désertiques de l'Ouest américain et du Mexique.
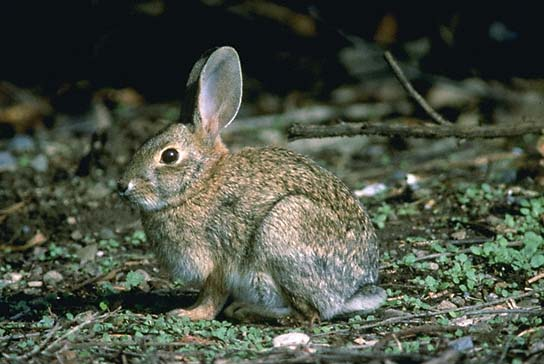
Lapin de Bachman (Sylvilagus bachmani), sur la côte ouest de l'Amérique, de Portland à La Paz.
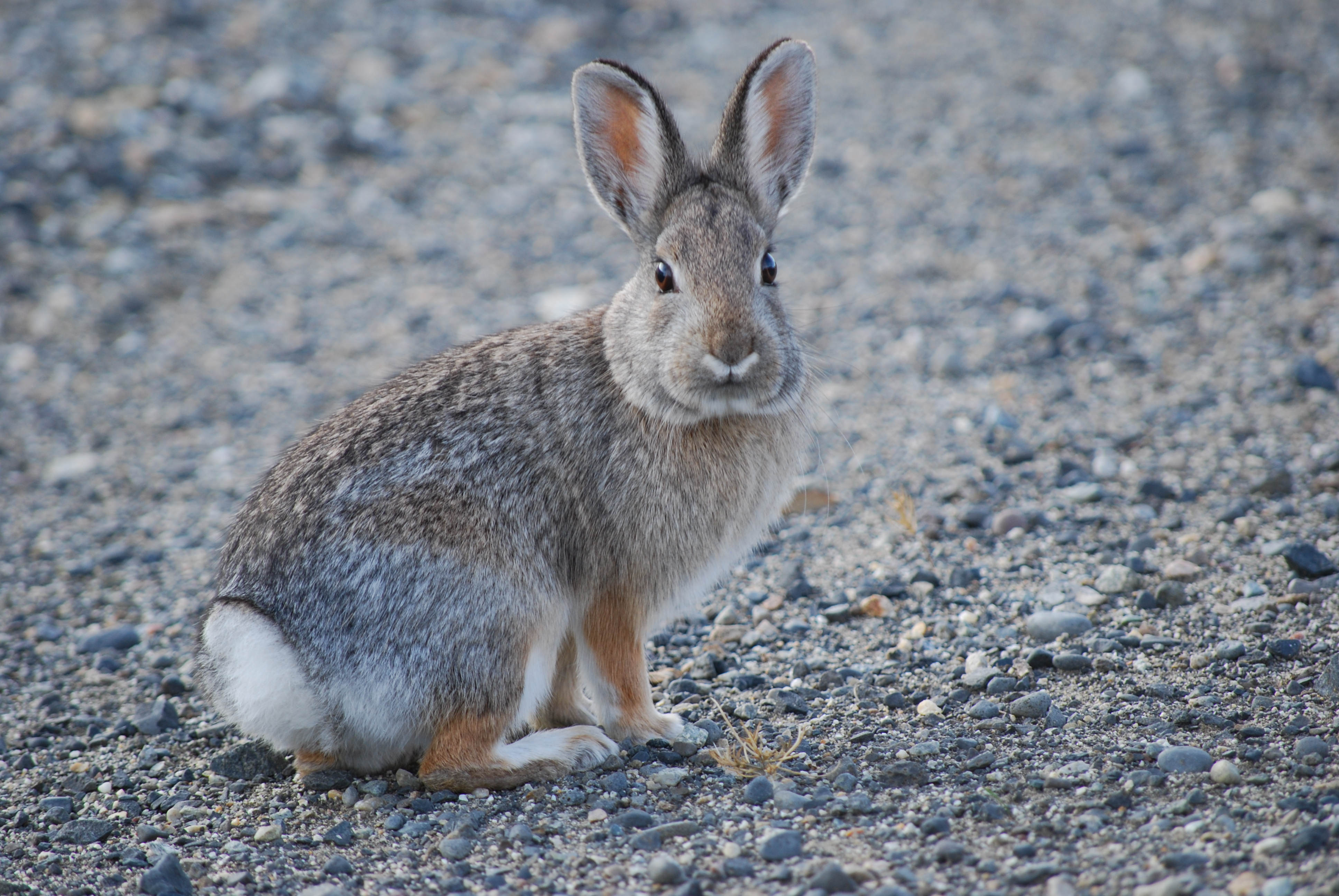
Lapin de Nuttall (Sylvilagus nuttallii), dans la partie ouest de l'Amérique du Nord, du Canada à l'Arizona.
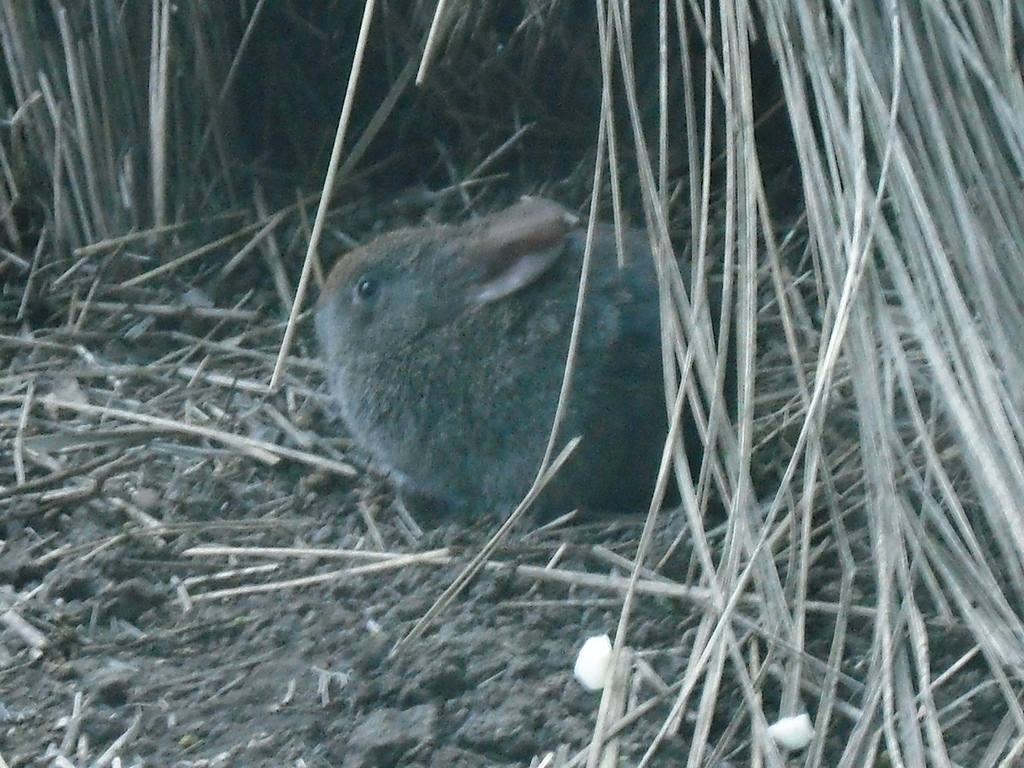
Lapin des volcans (Romerolagus diazi), au Mexique (menacé).
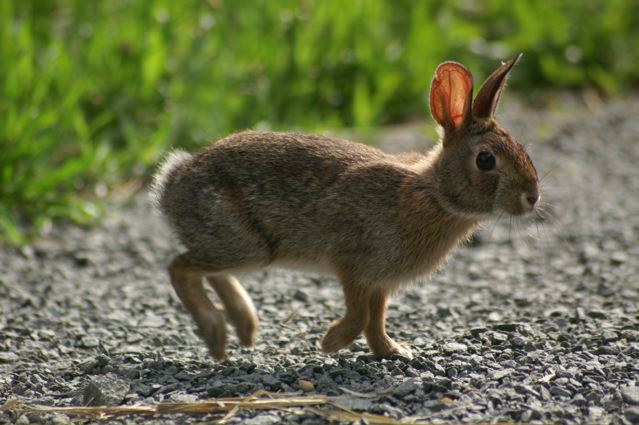
Lapin de Nouvelle-Angleterre (Sylvilagus transitionalis), en Nouvelle Angleterre (menacé).

## Caractéristiques

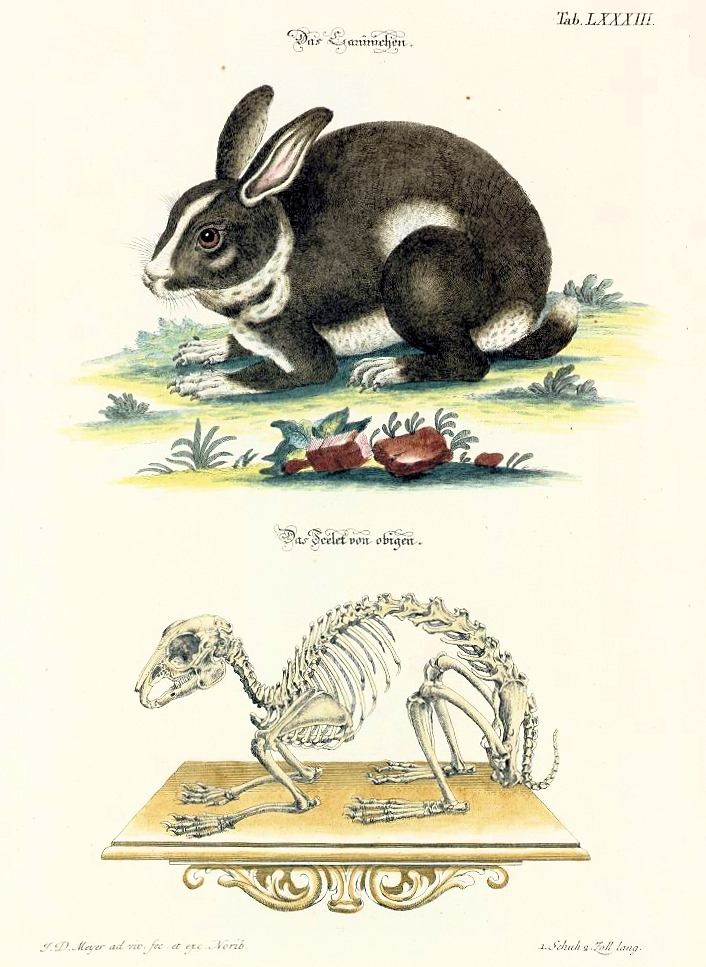
Planche zoologique : le squelette du lapin.

Les lapins sont des mammifères herbivores. Leurs caractéristiques générales sont celles des Léporidés, avec des nuances pour chaque espèce : voir les articles détaillés pour plus d'informations sur leur comportement ou leur physiologie respective.

Morphologie du lapin.

### Description
Ces mammifères sont des proies plus grosses que la plupart des rongeurs, donc très recherchées par de nombreux carnivores. Ils tentent en permanence d'échapper à quantité de prédateurs, dont l'homme, grâce à une excellente vue à 360°, leurs grandes oreilles à l'ouïe fine et une morphologie particulièrement adaptée à la course. Leurs longues et puissantes pattes arrière repliées sous le corps leur permettent en outre de bondir ou de se tenir assis pour observer leur environnement.
Le dimorphisme sexuel est peu apparent entre le mâle et la femelle, même si la femelle est de constitution plus fine avec un bassin plus large. Seul un examen des parties génitales permet de différencier les jeunes individus entre eux. Toutefois, un fanon - sorte de double menton qui sert de réserve de graisse - est parfois bien visible chez la femelle adulte tandis qu'il est quasi inexistant chez le mâle, à moins d'être atteint d'obésité.
Le poids et la taille des lapins adultes varient grandement selon l'espèce biologique : un Lapin pygmée (Brachylagus idahoensis) fait en moyenne 25 cm de long (de 23,5 à 29,5 cm) et pèse 400 g environ (entre 246 et 462 g), tandis qu'un Lapin de garenne (Oryctolagus cuniculus) peut mesurer jusqu'à 50 cm (de 38 à 50 cm) pour un poids maximal de 2,5 kg (de 1,5 à 2,5 kg). La différence est encore plus considérable si on considère les races d'élevage de lapins domestiques puisqu'une race comme le géant des Flandres peut faire plus de dix kilogrammes à l'âge adulte et même certains individus dépasser les vingt kilogrammes pour plus d'un mètre de long.

### Mode de vie
Contrairement aux lièvres, tous les lapins vivent en groupe et creusent des terriers qui peuvent être complexes quand le terrain, ou garenne, est favorable. Ils se distinguent aussi de leurs cousins lièvres par le fait que les lapereaux naissent nus et aveugles. Les petits doivent rester cachés dans un nid tapissé du poil ventral de leur mère, creusé à même le sol ou au fond d'un terrier. Ils sont soignés et allaités par la lapine durant plusieurs semaines, en début et en fin de journée, avant d'être capables de se débrouiller seuls. Vers deux semaines, ils commencent à grignoter des végétaux puis, vers quatre à cinq semaines, ils suivent leur mère avant de prendre leur indépendance. Une femelle peut avoir de trois à cinq portées par an, après une durée de gestation qui dure environ un mois. Le nombre ou le poids à la naissance des lapereaux est très variable en fonction de la taille de la portée et selon les espèces ou les races.

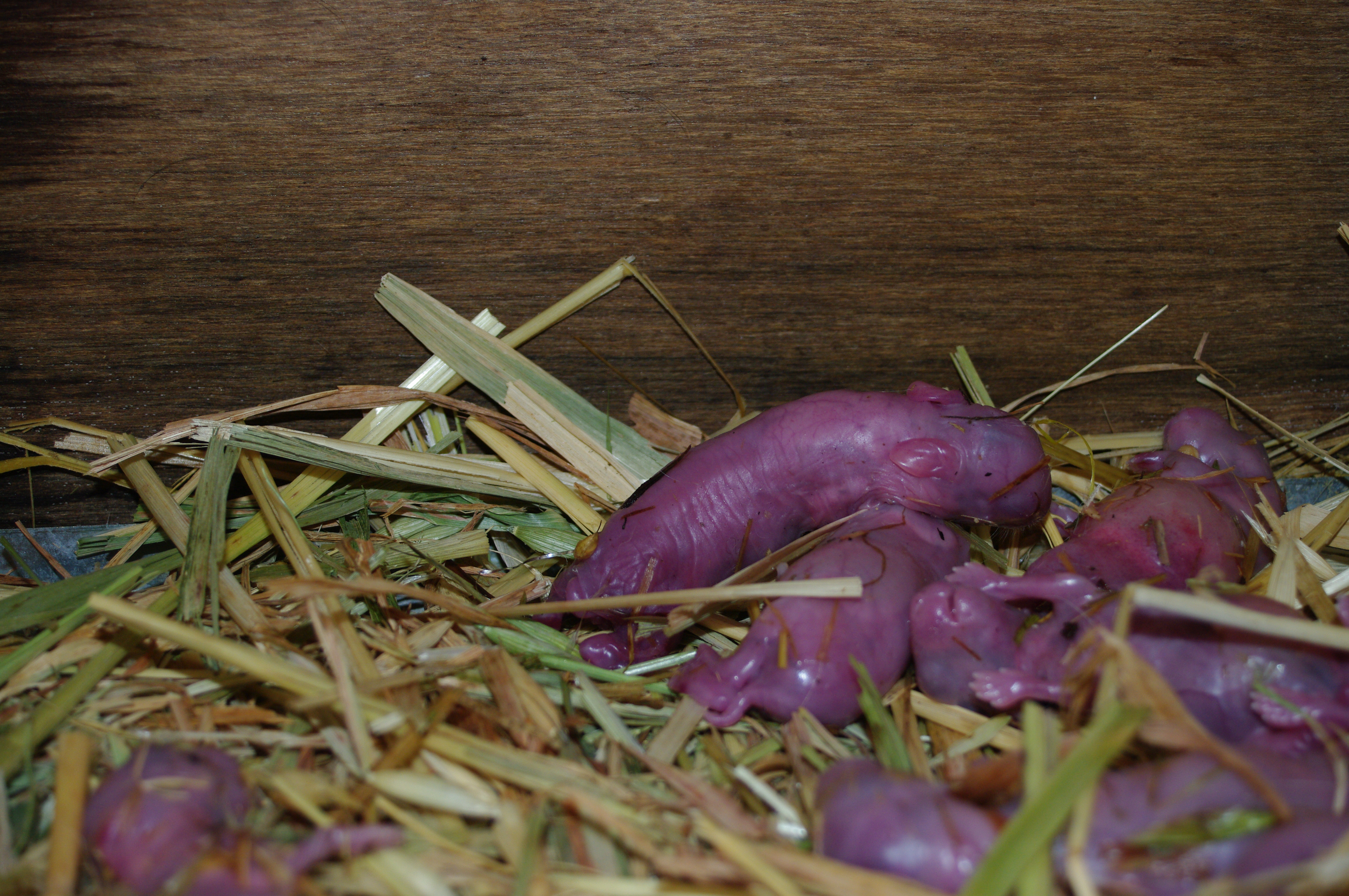
Lapins domestiques âgés d'une heure.
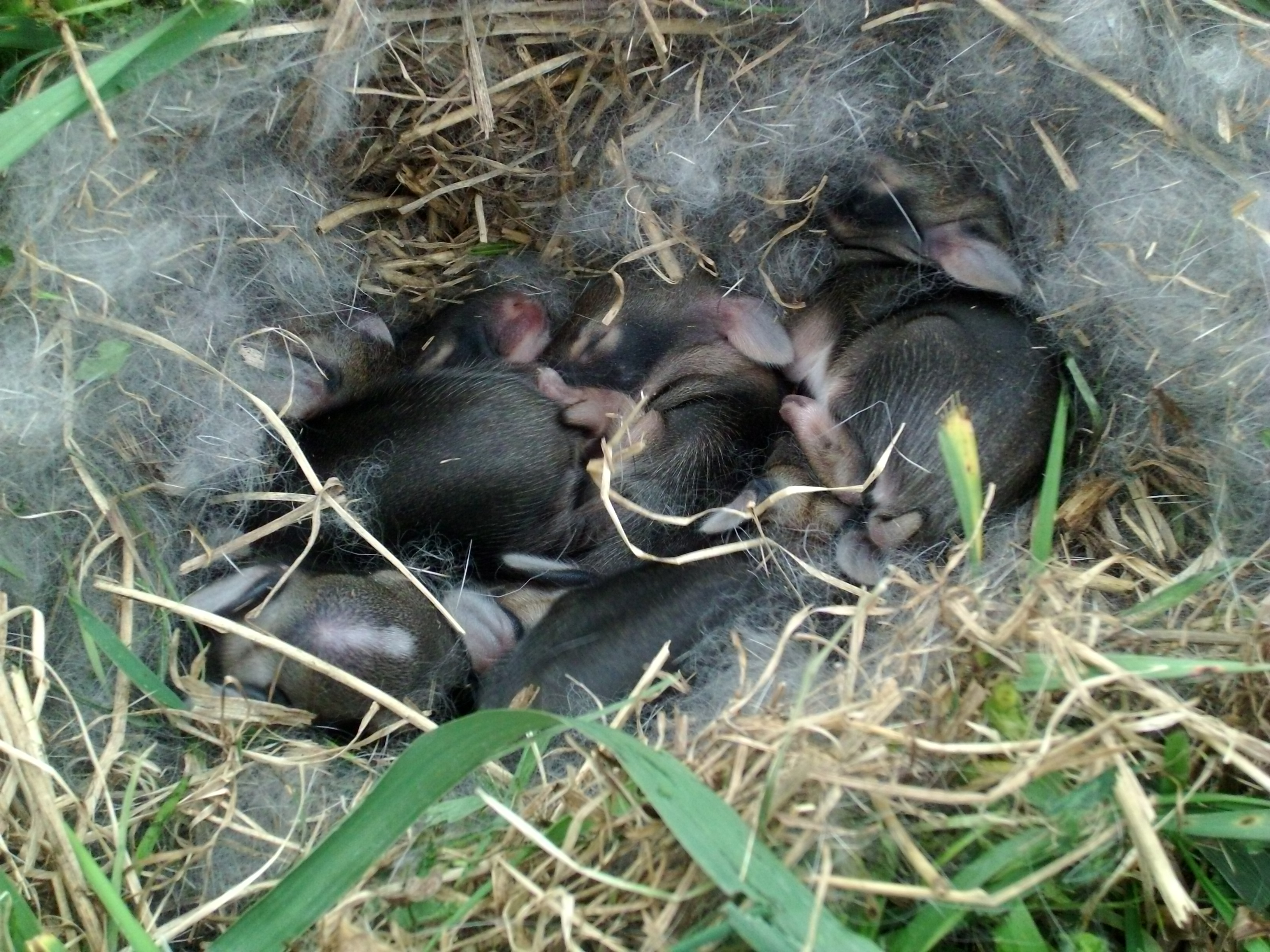
Lapereaux de Lapin à queue blanche dans leur nid au ras du sol.
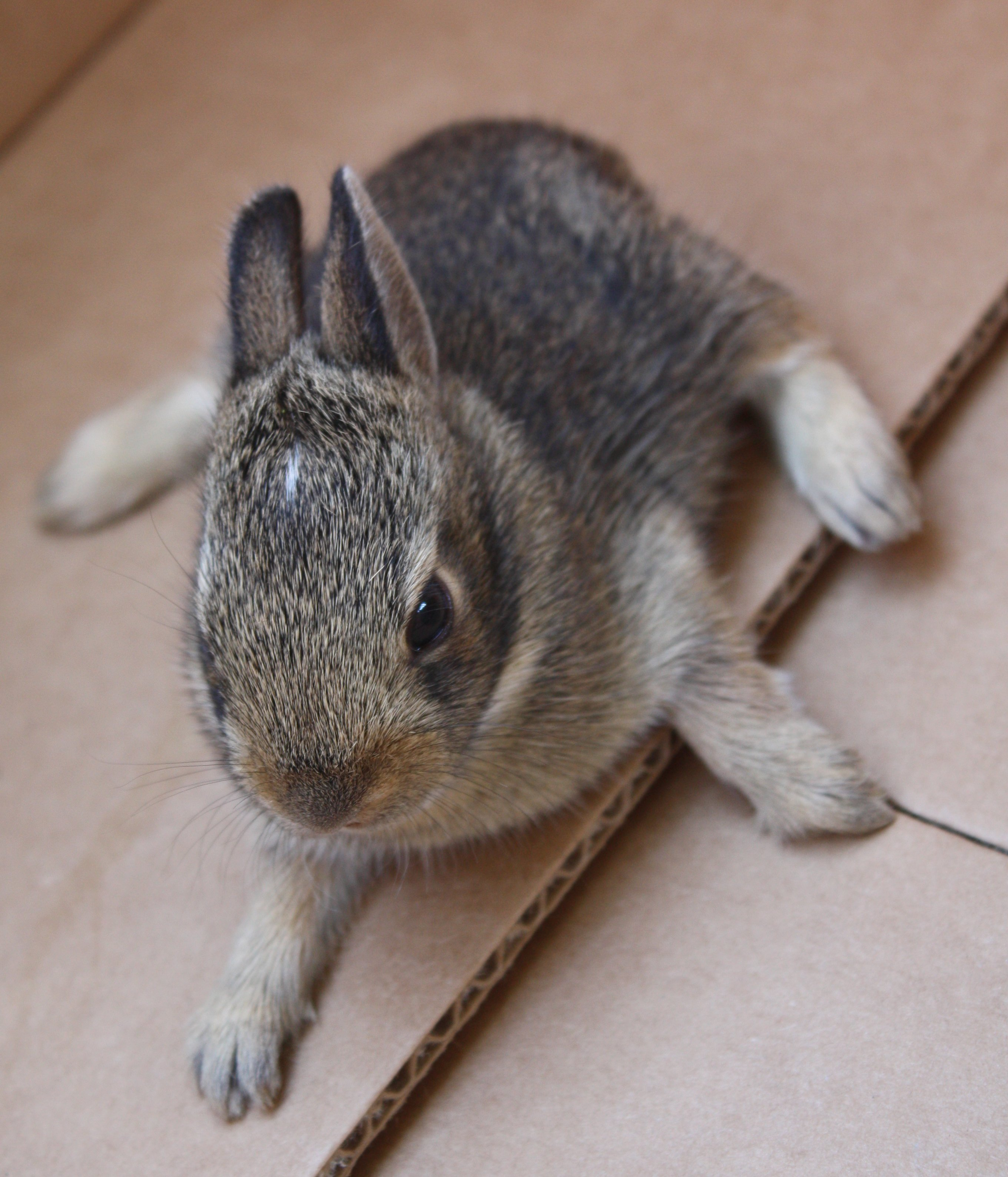
Jeune Lapin à queue blanche âgé de plusieurs semaines.
- Lapin, non domestique, en train de manger.
- Lapins en veille dans des dunes du littoral breton.

Strictement herbivores, les lapins se nourrissent à la belle saison surtout d'herbes diverses et de plantes fourragères. En hiver, les lapins n'hibernent pas, ils grignotent en revanche un peu tout ce qu'ils peuvent trouver comme végétation comestible. Le Lapin de Nuttall est même capable de grimper sur des troncs d'arbres inclinés pour trouver un peu de verdure en zone désertique. Comme tous les léporidés, ils pratiquent la cæcotrophie qui consiste à ingérer certaines de leurs déjections partiellement digérées pour en récupérer les derniers nutriments et micro-organismes. Les autres crottes forment des groupes de boulettes très sèches, abandonnées sur leurs lieux de pâturage. Une autre pratique d'hygiène commune avec les lièvres consiste à prendre des bains de poussière dans une dépression du sol, sec et gratté.
La stratégie de survie des lapins consiste à rester toujours en vue d'un refuge possible. De son côté, la hase ne rejoint le nid qu'à l'aube ou au crépuscule, restant loin des lapereaux le reste du temps afin de ne pas signaler ses petits aux prédateurs. Si l'un des membres de la colonie repère un danger, il ne crie pas mais tape rapidement le sol du pied pour alerter ses congénères, mais quand il est capturé et craint pour sa vie, il pousse un glapissement, sorte de puissant cri aigu. En cas d'alerte, les lapins sont capables de rester très longtemps immobiles pour passer inaperçus, ne prenant la fuite qu'au dernier moment, en zigzaguant pour dérouter le poursuivant.
Ces animaux sont surtout actifs à l'aube et au crépuscule. Durant le jour, ils se cachent par exemple dans les buissons, sous les souches ou les tas de bois ou encore les vieux bâtiments agricoles. Ils n'hibernent pas et par grand froid cherchent refuge dans un terrier qu'ils creusent eux-mêmes ou abandonné par un autre animal.

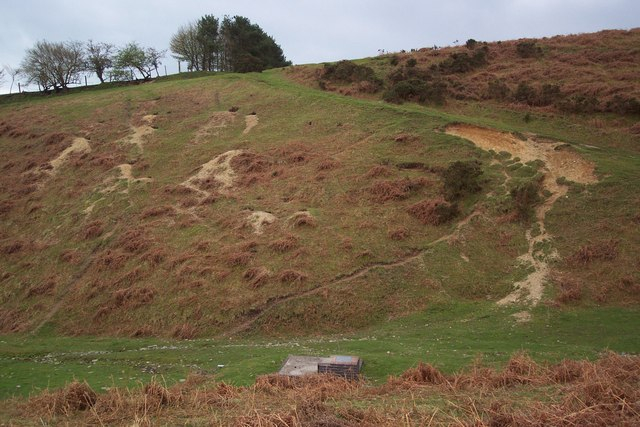
Une garenne naturelle.
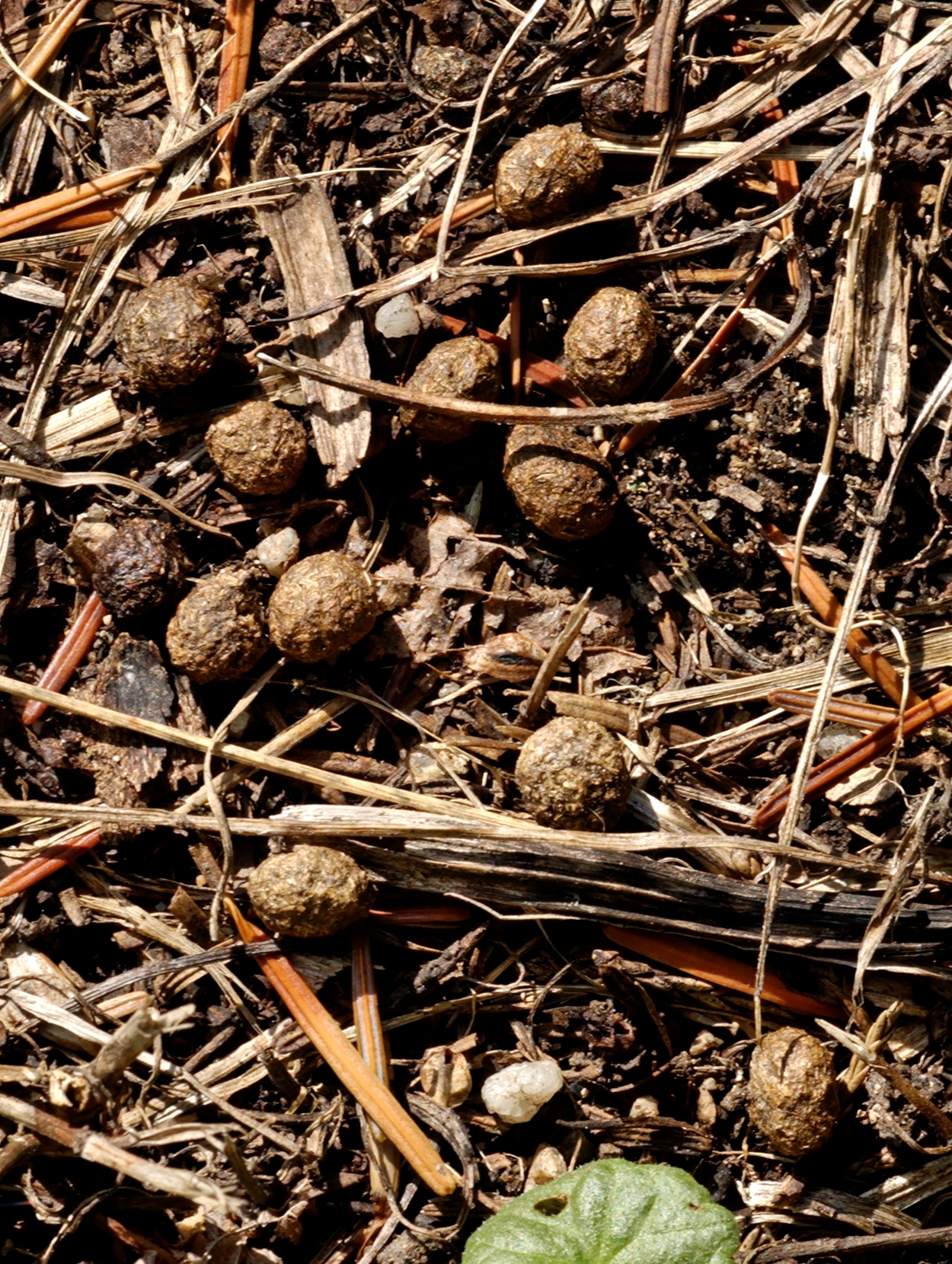
Crottes de lapin.
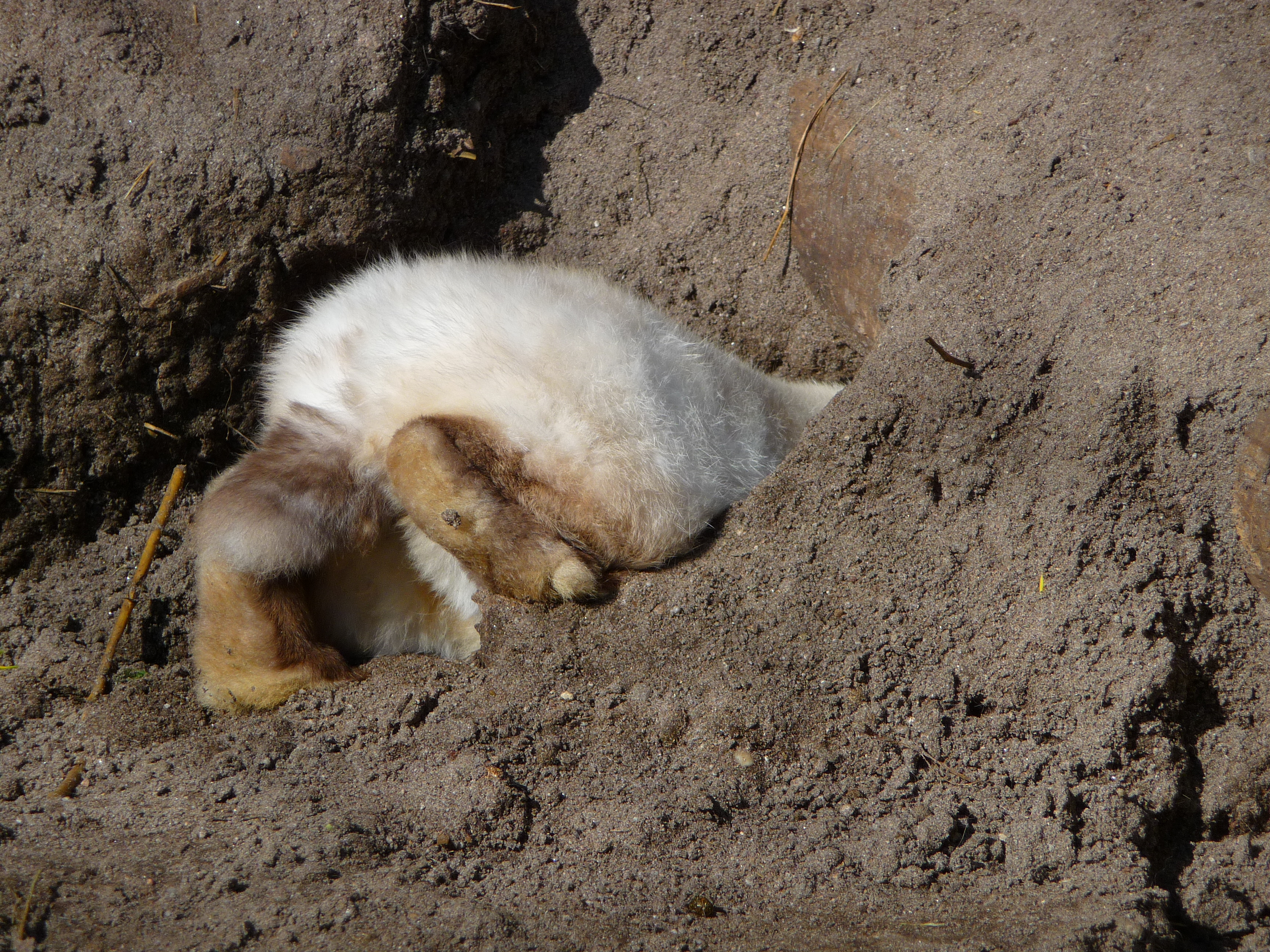
Lapin domestique creusant son terrier.
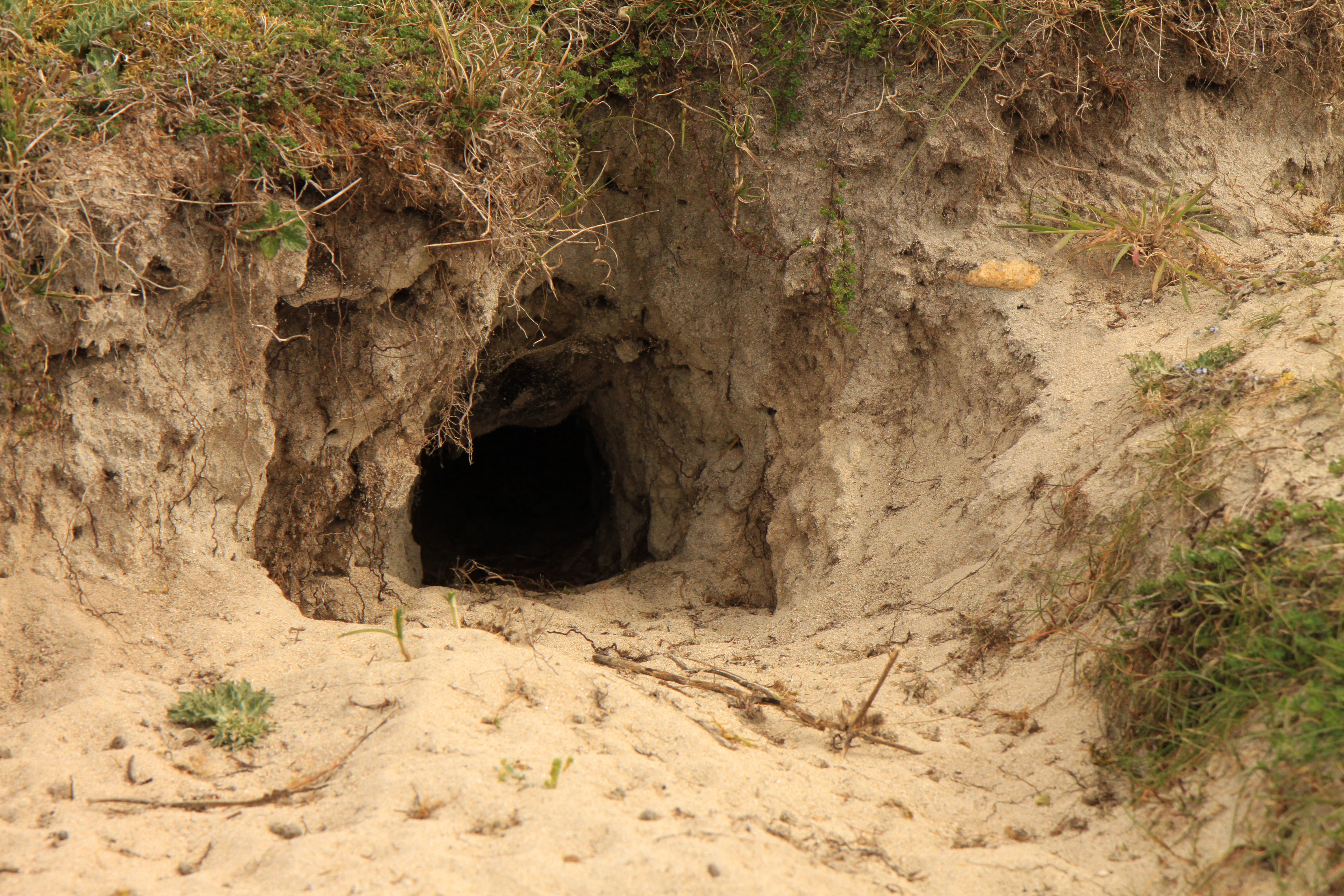
Entrée d'un terrier de Lapin de garenne.
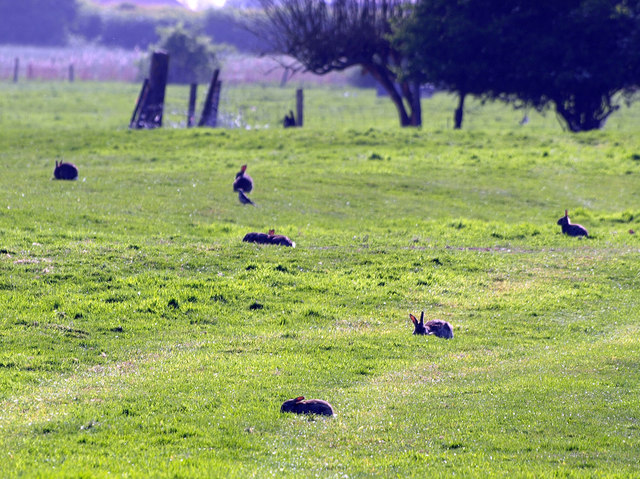
Lapins se nourrissant en groupe, à l'aube.
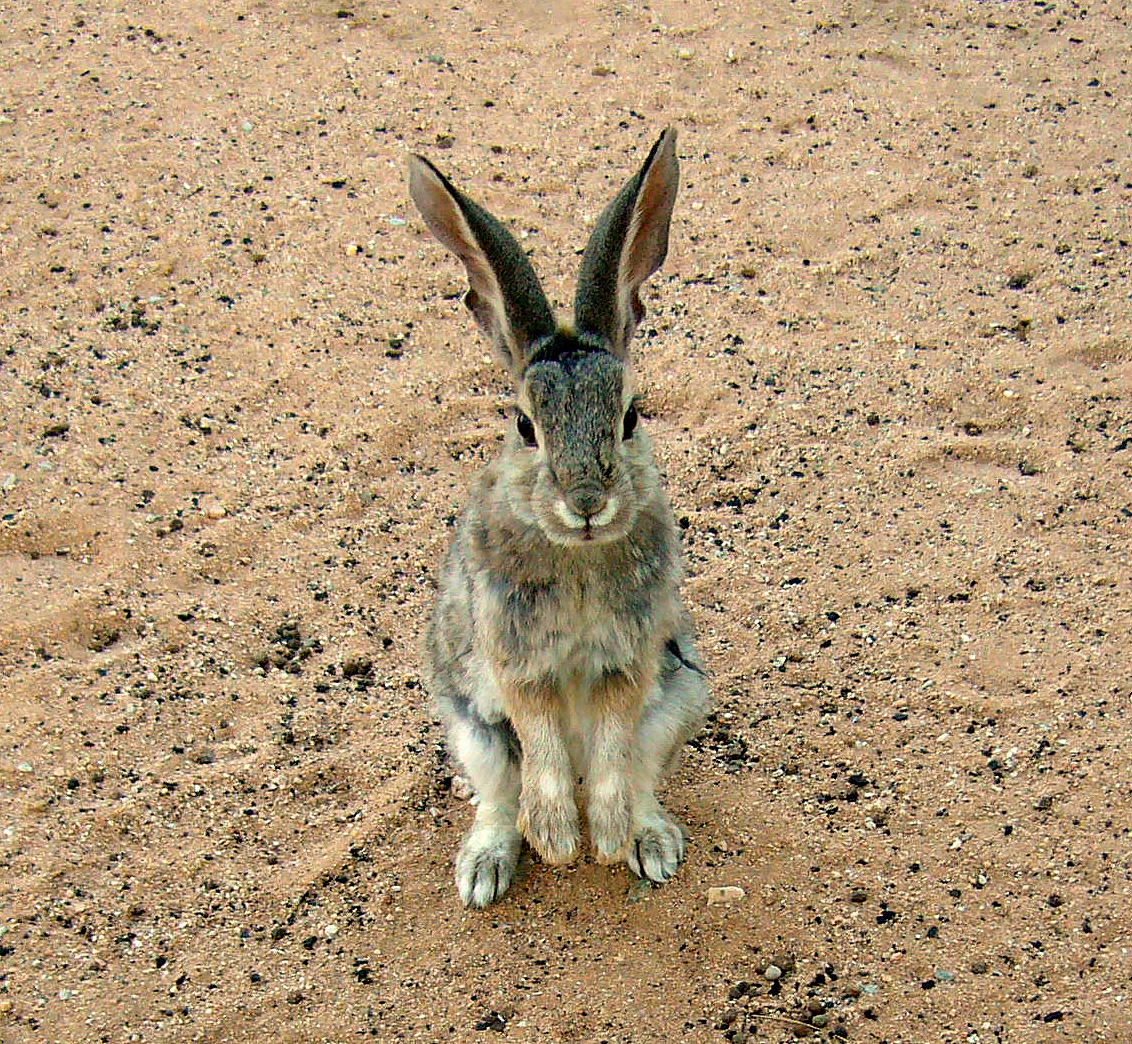
Lapin d'Audubon en pose d'observation.
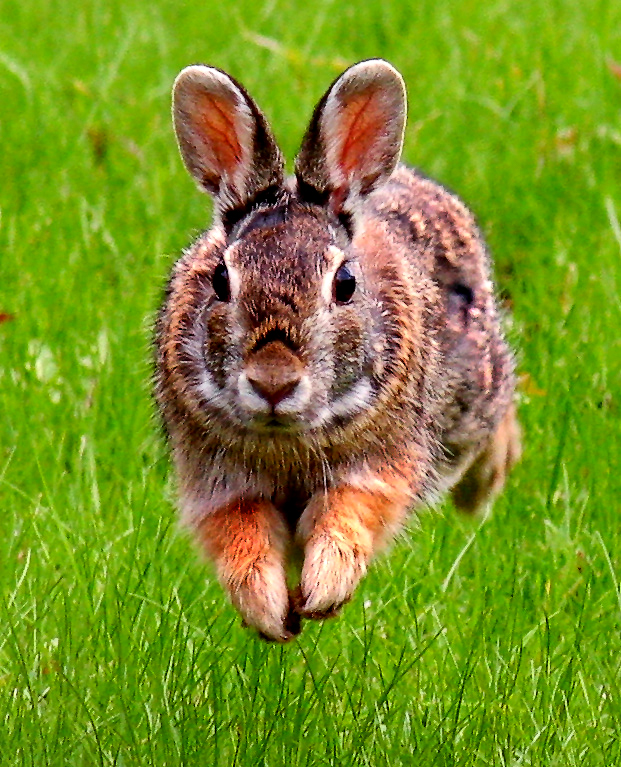
Lapin à queue blanche photographié en plein bond.
- Un groupe de lapins dans un champ après récolte.

Malgré toutes ces précautions, un lapin vit rarement très vieux dans la nature. Quand ils ne meurent pas en bas âge, dévorés par des serpents et des petits carnivores comme les Mustélidés, les chats, etc. ou bien broyés dans leur nid par les engins agricoles, les adultes sont capturés bien avant d'atteindre un âge avancé par des prédateurs plus costauds (rapaces nocturnes ou diurnes, Canidés, Félins, , etc.). Les hivers trop rigoureux ou au contraire sans neige suffisante pour s'enterrer leur sont fatals, à moins qu'ils ne soient décimés par les zoonoses. Les lapins sont également chassés par l'homme ou écrasés le long des routes, si bien que leur espérance de vie moyenne est d'une année dans la nature, même s'ils peuvent vivre deux ans ou plus en théorie.
Pour leur part, les lapins domestiques de compagnie peuvent vivre une dizaine d'années, s'ils sont bien soignés. Certains individus battent des records de longévité en dépassant une quinzaine d'années.

### Impact écologique

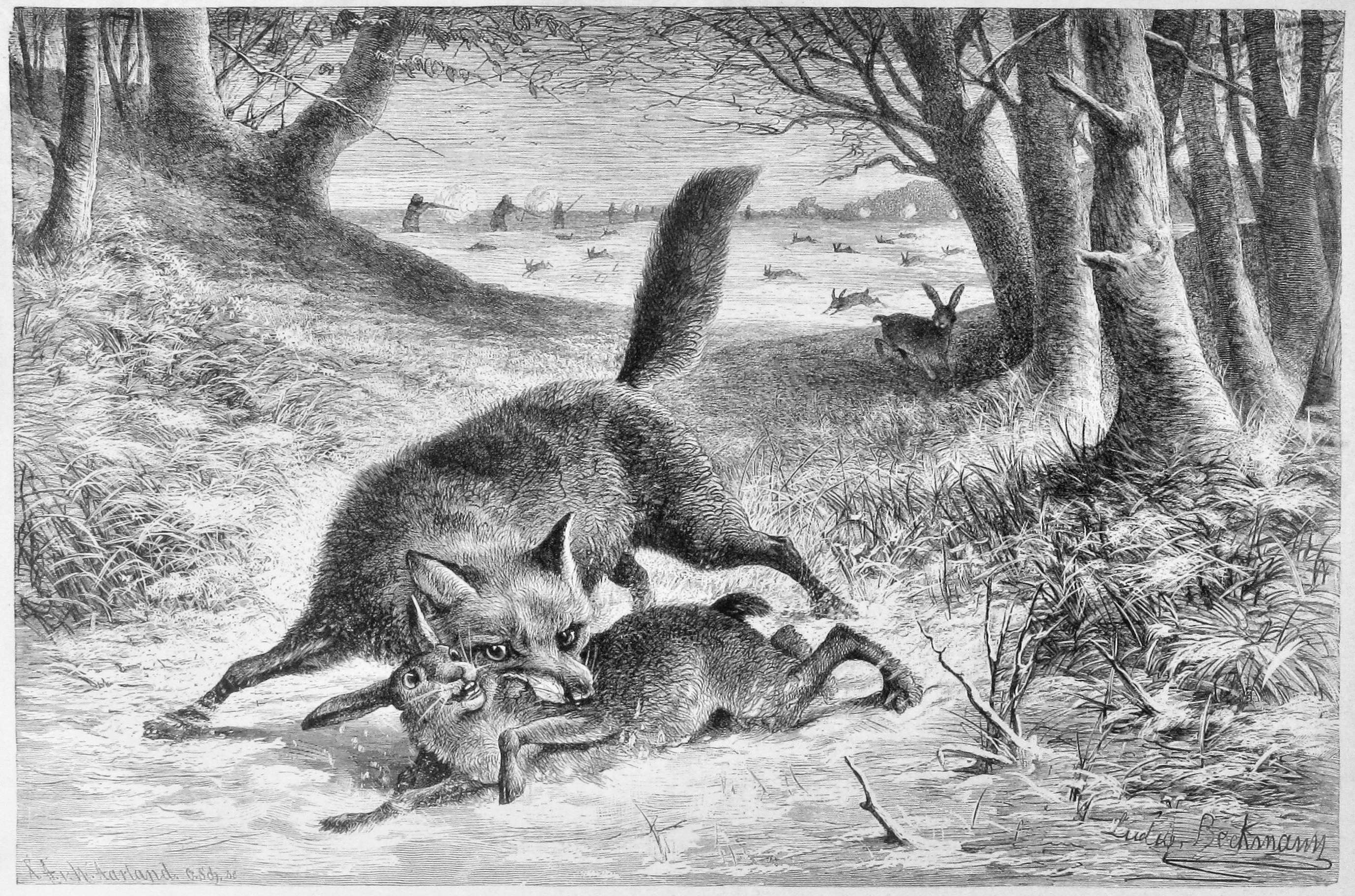
Les renards et les hommes sont parmi les principaux prédateurs des lapins.

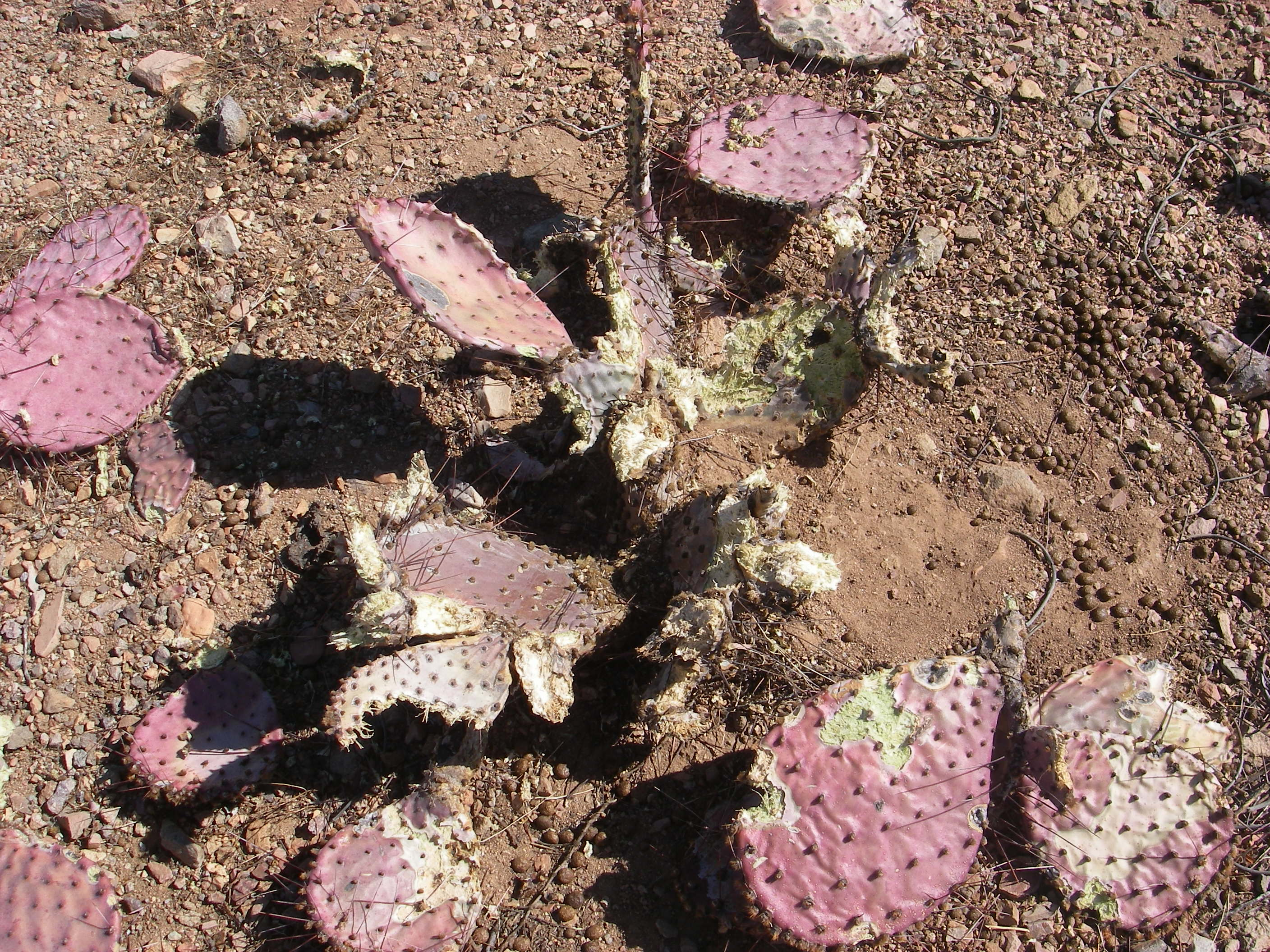
Opuntia saccagé en hiver dans un désert par des lapins affamés.

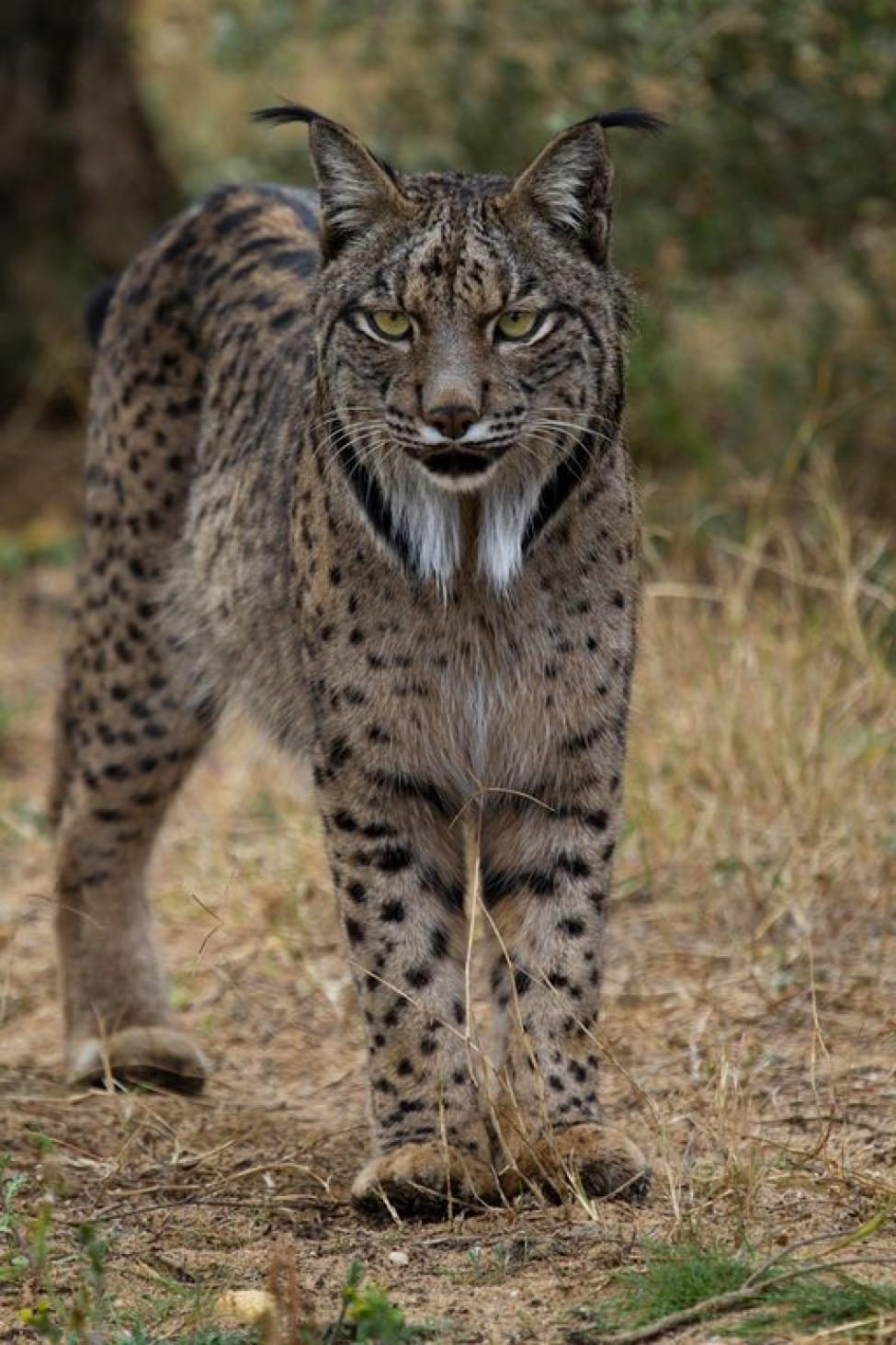
Le Lynx ibérique est directement menacé par l'épidémie décimant les lapins de garenne dont il se nourrit dans cette péninsule.

Les lapins ont une capacité de reproduction importante avec plusieurs portées par an de plusieurs petits. Certaines espèces peuvent même se montrer très envahissantes quand les conditions leur sont favorables. Avec cinq portées par an pouvant compter chacune jusqu'à douze petits, on a calculé que la descendance théorique d'un seul couple de lapins de garenne pourrait atteindre le chiffre de 1 848 individus à la première génération, si tout facteur de mortalité précoce était écarté. C'est ainsi que 24 lapins de garenne introduits en 1874 ont suffi à submerger l'Australie qui a compté jusqu'à trente millions d'individus, faute de prédateurs et de virus pour limiter leur prolifération.

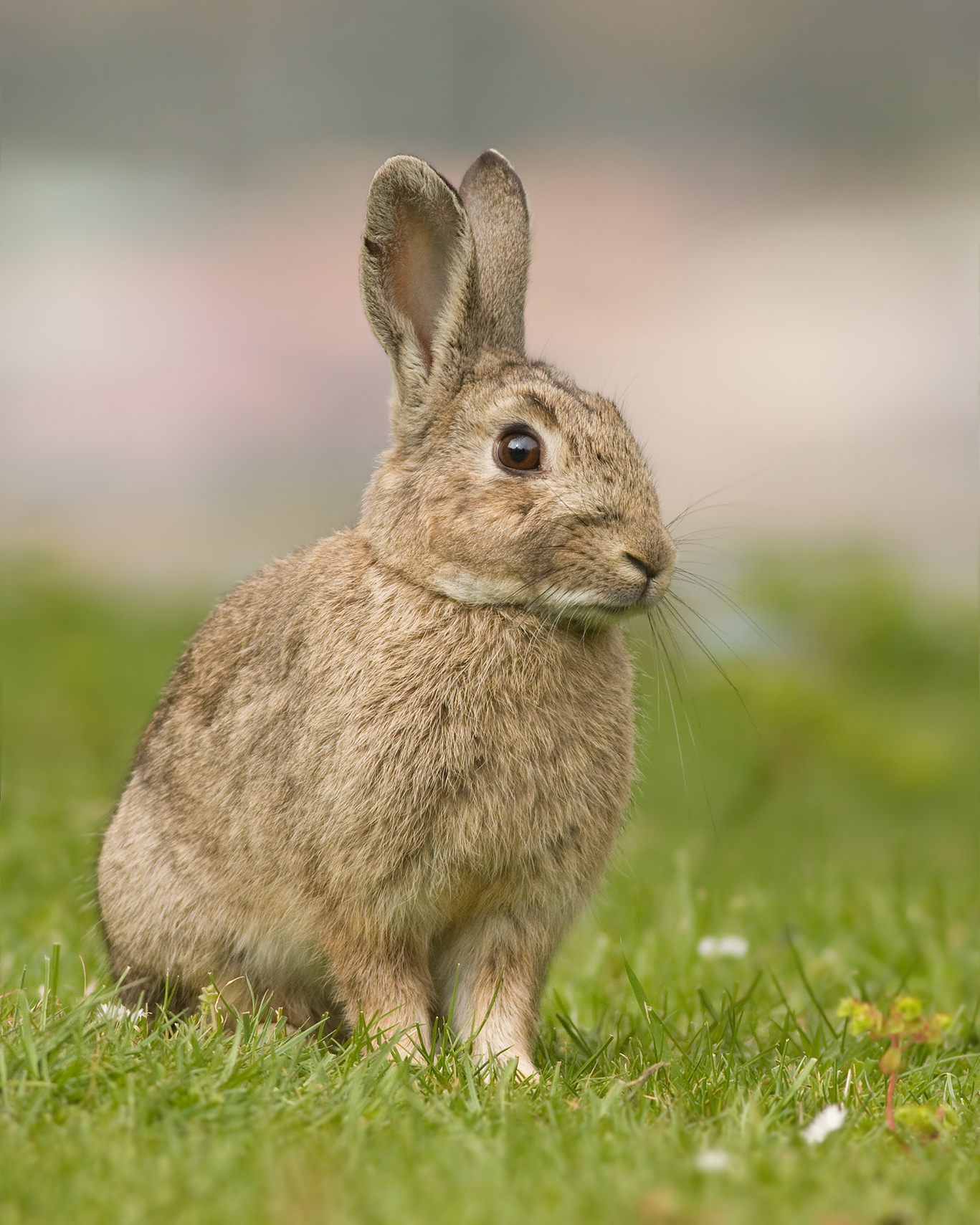
Oryctolagus cuniculus, Tasmanie (Australie).

Même dans le cas d'une espèce volontairement introduite et qui se reproduit modérément, celle-ci peut perturber l'écosystème. Elle peut être un vecteur de maladies, ou de parasites, et occuper la niche écologique des espèces indigènes en causant notamment des dégâts sur la végétation. Ce fut par exemple le cas lors des essais d'introduction en Europe de lapins américains (Sylvilagus sp.) et en particulier du Lapin de Floride (Sylvilagus floridanus). En 1989, l'Union européenne a finalement mis fin à l'expérience en préconisant l'éradication totale des spécimens survivants déjà introduits.
Toutefois, les maladies comme la myxomatose ou la fièvre hémorragique virale, la réduction ou la dégradation de leur habitat naturel, que ce soit sous l'action de l'homme ou des changements climatiques, ou bien la chasse excessive ont progressivement réduit certaines populations de lapins, faisant craindre la disparition locale ou totale de bon nombre d'espèces. Le Lapin riverin par exemple a perdu 60 % de ses effectifs entre 1990 et 2010 environ, par perte de son habitat. Or ces léporidés font partie des espèces clé de voûte, d'importance vitale pour bon nombre de prédateurs qui se retrouvent affectés par leur déclin. Même le prolifique Lapin de garenne est menacé dans sa péninsule Ibérique d'origine depuis la fin du XXe siècle, à cause de l'épidémie de fièvre hémorragique, mettant en danger du même coup le Lynx ibérique (Lynx pardinus) ainsi que l'Aigle ibérique (Aquila adalberti). On comprend donc les enjeux qu'il y a à mettre en place des mesures de protection de ces animaux comme le préconise l'Union internationale pour la conservation de la nature (IUCN).

## Dénominations
Le lapin domestique est la forme domestiquée du Lapin de garenne (Oryctolagus cuniculus) et le Lapin nain un lapin domestique de moins de 2 kg.
Pour le nom des races de lapins domestiques voir la Liste des races de lapins.

### Noms en français des espèces et noms scientifiques correspondants
Liste alphabétique de noms vernaculaires attestés en français.
Note : Cette liste exclut les races de lapins domestiques. Certaines espèces ont plusieurs noms et, les classifications évoluant encore, certains noms scientifiques ont peut-être un autre synonyme valide. En gras, les espèces les plus connues des francophones.
- Lapin américain (ou Lapin d'Amérique) - Sylvilagus spp[17].
- Lapin aquatique - Sylvilagus aquaticus[17],[18],[19]
- Lapin asiatique - voir Lapin de l'Assam[18]
- Lapin de l'Assam - Caprolagus hispidus[17],[18]
- Lapin d'Audubon - Sylvilagus audubonii[17],[19]
- Lapin de Bachman - Sylvilagus bachmani[17],[19]
- Lapin des bochimans - Bunolagus monticularis[20],[21]
- Lapin des bois - voir Lapin de garenne[18]
- Lapin du Brésil - Sylvilagus brasiliensis[17],[18]
- Lapin commun - voir Lapin de garenne[17],[18], dont est issu le lapin domestique
- Lapin de Diaz - voir Lapin des volcans[17],[18]
- Lapin européen - voir Lapin de garenne[22]
- Lapin de Floride - voir Lapin à queue blanche[17],[18]
- Lapin de garenne - Oryctolagus cuniculus[17],[18]
- Lapin hottentot - voir Lapin des bochimans[18]
- Lapin des îles Amami - voir Lapin des Ryukyu
- Lapin des marais - voir Lapin palustre[19]
- Lapin de Nouvelle-Angleterre - Sylvilagus transitionalis[18],[19]
- Lapin de Nuttall - Sylvilagus nuttallii[18],[19],[23]
- Lapin ordinaire - voir Lapin de garenne[18]
- Lapin palustre - Sylvilagus palustris[17]
- Lapin pygmée (ou Lapin pygmée de l'Idaho) - Brachylagus idahoensis[17],[18]
- Lapin à queue blanche - Sylvilagus floridanus[24],[18],[19],[23]
- Lapin à queue de coton - voir Lapin à queue blanche[17]
- Lapin riverin - voir Lapin des bochimans
- Lapin roux de Jameson - Pronolagus randensis[18]
- Lapin roux de Smith - Pronolagus rupestris[18]
- Lapin des Ryukyu (Lapin de Ryukyu ou lapin du Ryu kyu) - Pentalagus furnessi[17],[18]
- Lapin sauvage - voir Lapin de garenne[17]
- Lapin sauvage d'Afrique centrale (ou Lapin sauvage d'Afrique) - Poelagus marjorita[17],[18]
- Lapin de Sumatra - Nesolagus netscheri[17],[18]
- Lapin des volcans - Romerolagus diazi[24],[17]
- Lapin vulgaire - voir Lapin de garenne[18]
- etc.

### Terminologie francophone
La dénomination qui peut désigner ces animaux change selon les cas :
Le terme lapin est le terme générique le plus utilisé. Son étymologie est incertaine. Il pourrait venir de « lapereau » et dériver d'une interférence entre le terme « laper » (manger avec avidité) et de « levraut » (petit lièvre), ce dernier provenant de « lapriel » (du latin : leporellus, levraut).
Avec un ou deux N, le terme con(n)in ou con(n)il, au féminin con(n)ille, désigne le lapin dans les textes anciens, il dérive du latin cuniculus, mot d'origine ibérique. On retrouve cette racine ancienne dans le castillan conejo, le portugais coelho, le catalan conill, l'italien coniglio, l'occitan conilh (qui coexiste avec lapin), le breton konifl, l'alsacien Kénjele, le néerlandais konijn ou l'allemand Kaninchen. Ce terme a été remplacé en français, probablement au XIVe siècle, par celui de « lapin ». De même en anglais le terme ancien coney a fait place à rabbit au XVIIIe siècle.
La femelle du lapin domestique est la « lapine » (/lapin/), tandis que la « hase » est celle du lapin de garenne, comme pour le lièvre. Le « bouquin » ou « bouquet » désigne le mâle lapin comme le lièvre (rare) et le « lapereau » est leur petit. « Lapiner » veut dire mettre bas.
Le cri de détresse du lapin se dit clapir (clapissement), glapir (glapissement), ou couiner (couinement).
Une « garenne » était autrefois une zone de chasse gardée pour le seigneur et désigne à présent l'espace où les lapins creusent leur terrier dans la nature, une « lapinière » est un élevage de lapins et un « clapier » un ensemble de cages à lapins.
La « cuniculture » désigne l'élevage du lapin domestique.

## Les lapins et l'homme

### Domestication
Le lapin a été domestiqué tardivement au XVe siècle, c'est le seul animal d'élevage originaire d'Europe.
Le lapin domestique est exclusivement issu de la domestication d'une seule espèce : le Lapin de garenne (Oryctolagus cuniculus). Son élevage, appelé cuniculture, s'est développé à partir du Moyen Âge.
À lui seul Oryctolagus cuniculus est à l'origine des multiples races de lapins domestiques élevées à présent dans le monde entier mais stabilisées uniquement à partir de la seconde moitié du XIXe siècle.
Ces diverses races ont été progressivement développées grâce à l'élevage sélectif de ces animaux par l'homme. Elles présentent une très vaste gamme de tailles et de couleurs de robe et sont chacune adaptée à l'un de ces usages. Les grandes races (de 5 à 7 kg et plus) étaient destinées à la production de viande, bien que négligées par la suite dans l'élevage industriel. Les races moyennes (de 2,5 à 5,5 kg maximum) et petites races (idéalement de 2 à 3,5 kg) sont exploitées selon leurs qualités respectives, notamment les races à pelage spécial pour la fourrure ou le tissage (angora). Enfin, les races « naines » (de 0,8 à 2 kg maximum) sont généralement utilisées comme animal de compagnie.

Quelques lapins domestiques
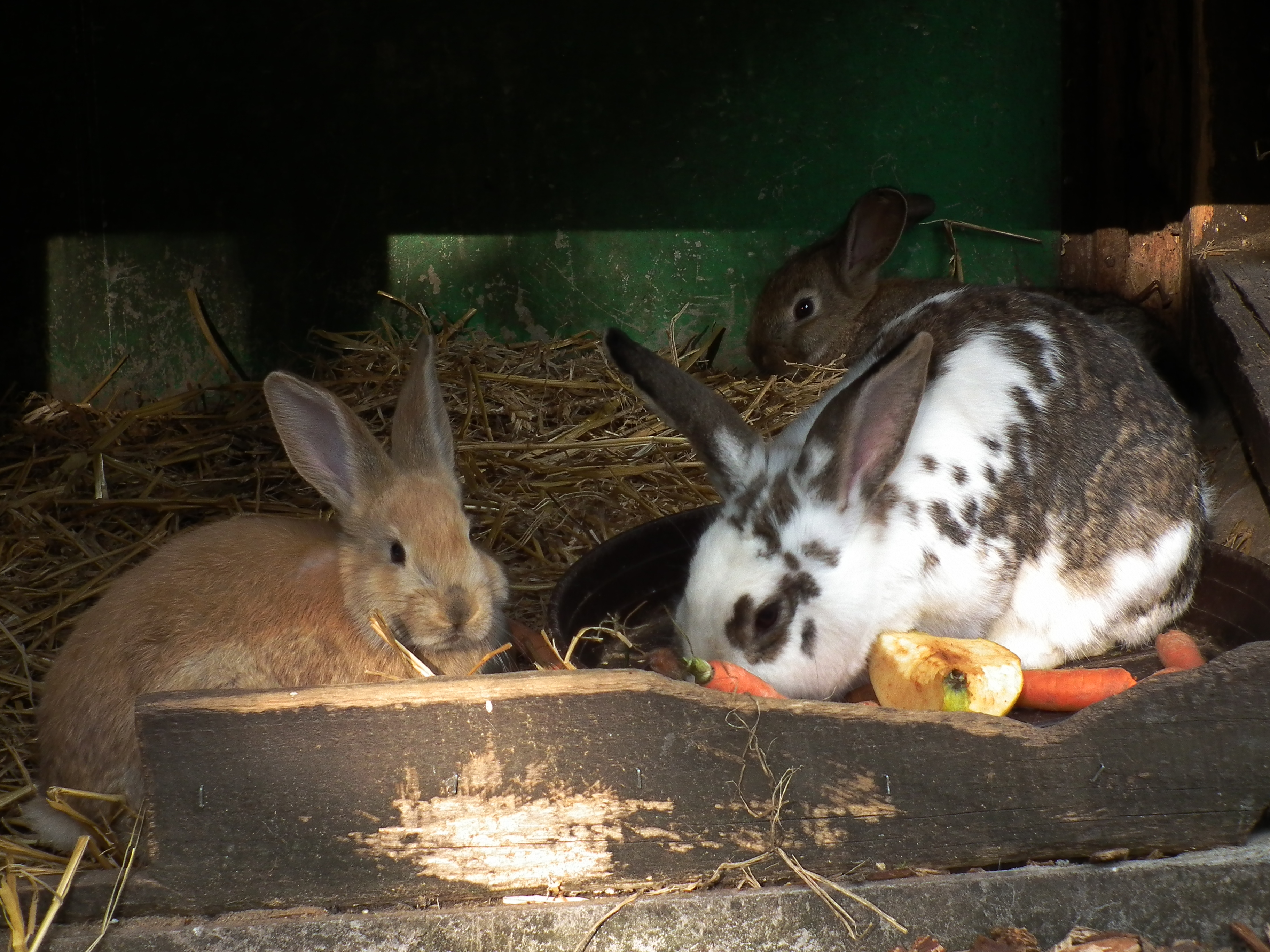
Le Lapin domestique est élevé dans le monde entier pour sa peau et sa chair. Il existe de nombreuses races de lapins, de couleur variée.
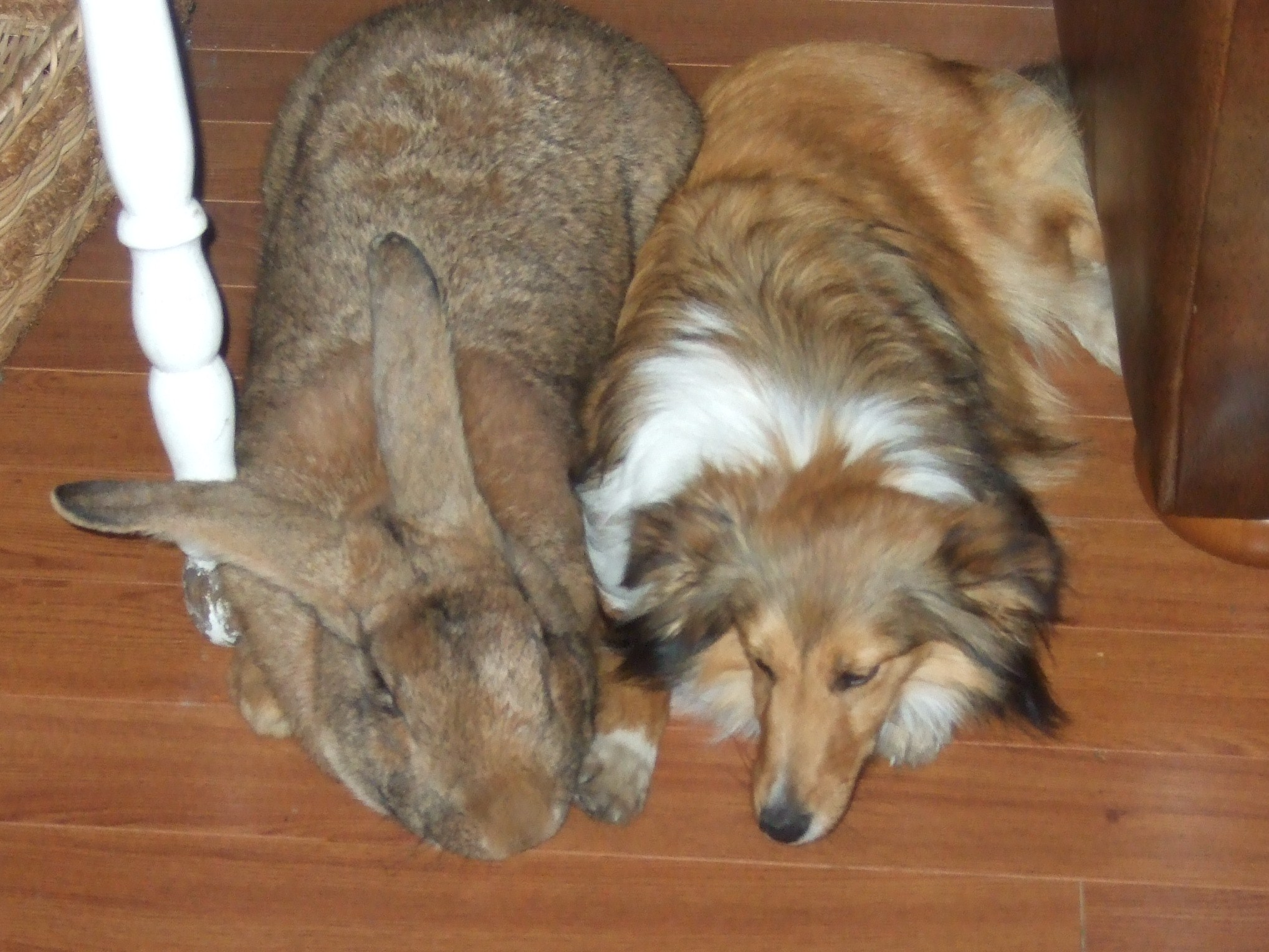
La race géant des Flandres peut atteindre 10 kg, ici à côté d'un chien berger des Shetland.
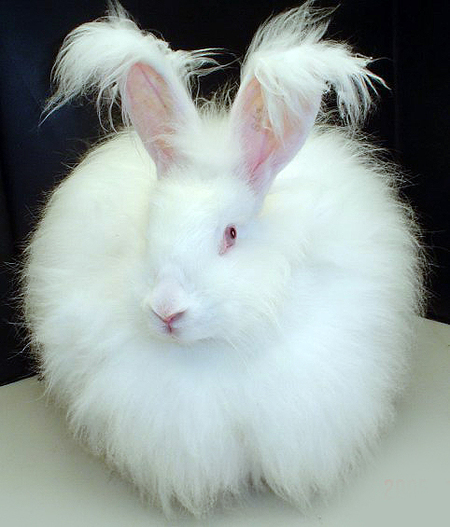
Les races de lapins angoras procurent une fibre textile soyeuse, l'angora.
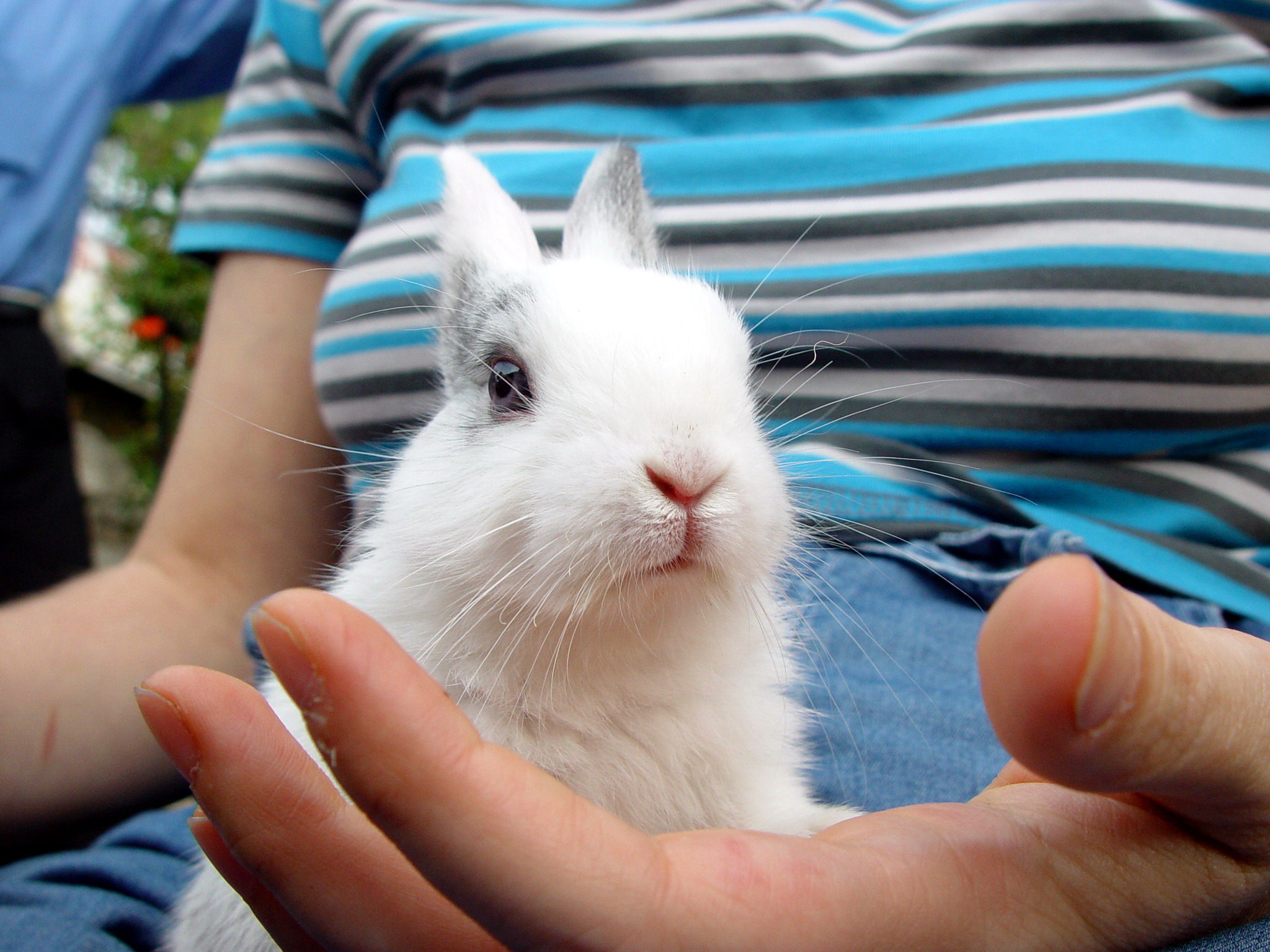
Les races de lapins nains font moins de 2 kg et sont surtout des animaux de compagnie.

### Économie
Chaque année, 320 millions de lapins sont élevés pour leur viande en Europe, et 99 % d’entre eux sont enfermés en cage.
Les conditions d’élevage sont parfois contestées : « Les cages les empêchent d’exprimer leurs comportements naturels, comme se mettre debout, faire des bonds, creuser, ronger, et leur causent des blessures et un stress permanent », selon le CIWF France. Les lapins d'élevage passent leur vie entière en cage, dans des espaces étroits : ils naissent dans de petites cages grillagées hors-sol et y restent jusqu’à leur mort, soixante à quatre-vingts jours plus tard. Les lapines reproductrices sont quant à elles maintenues isolées et confinées pendant 13 à 24 mois jusqu’à leur abattage. Compte tenu des zoonoses inhérentes à la fois à l’espèce et à ce mode d’elevage, le recours aux produits vétérinaires, dont les antibiotiques est fréquent (les lapins sont les animaux les plus exposés à ces médicaments, devant les volailles et les porcs).
Les lapins sauvages de toutes espèces sont chassés (ou braconnés) depuis toujours pour leur chair très largement appréciée, dont rôtie, en pâté ou en civet.
L'élevage familial en clapier a été pratiqué dès l'an 1000, puis s'est intensifié avec l'apparition de l'élevage industriel. Son but premier était la production de viande, mais il permet également la production de poils et de fourrures.
Par ailleurs, les lapins sont depuis plusieurs décennies et aujourd'hui encore employés comme modèles dans les laboratoires, pour tester l'innocuité de divers produits cosmétiques notamment, ou par exemple pour tester la reprotoxicité ou toxicité cellulaire de certains métaux tels que le cuivre,.
Les lapins (souches nanifiées notamment) peuvent également devenir des animaux de compagnie, du fait de leur caractère placide. Le marché du lapin nain, notamment, se développe à la fin du XXe siècle et en 2003 c'est le petit mammifère préféré des Français.
Leur peau a actuellement une valeur économique moindre que dans le passé où elle donnait lieu à un commerce traditionnel, récupérée par les chiffonniers, dits aussi « marchands de peaux de lapins » qui passaient à domicile collecter les peaux issues des élevages familiaux. Elle forme une colle réputée la colle de peau de lapin.
L'introduction d'une nouvelle espèce de lapin dans des contrées où ils n'ont pas de prédateur, comme le lapin de garenne, d'origine européenne, provoqua en Australie de nombreux dégâts écologiques et en fait une espèce invasive difficile à contenir.

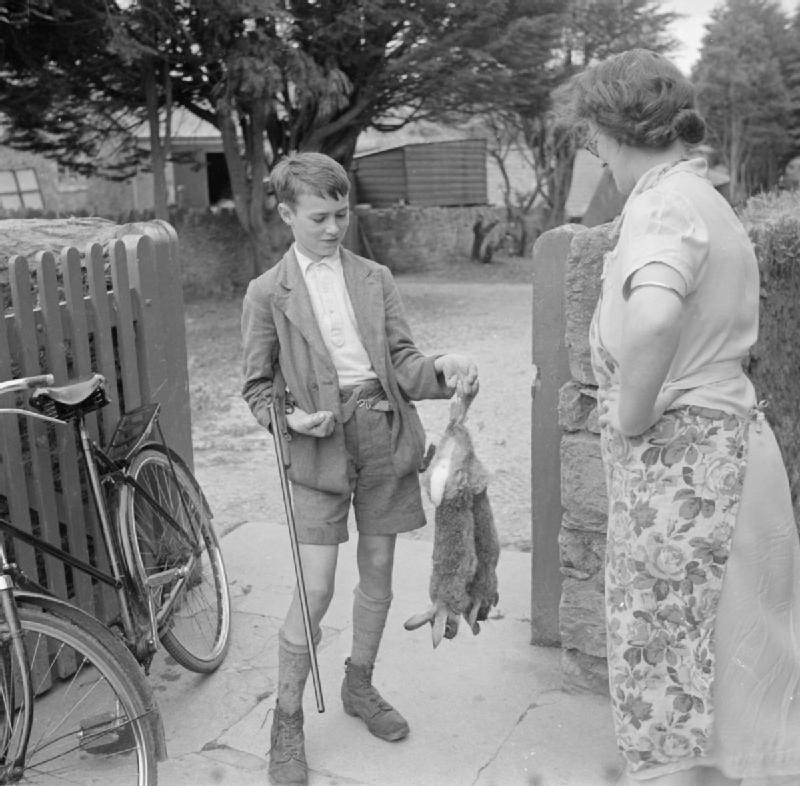
Retour de la chasse au lapin (Angleterre, 1942).
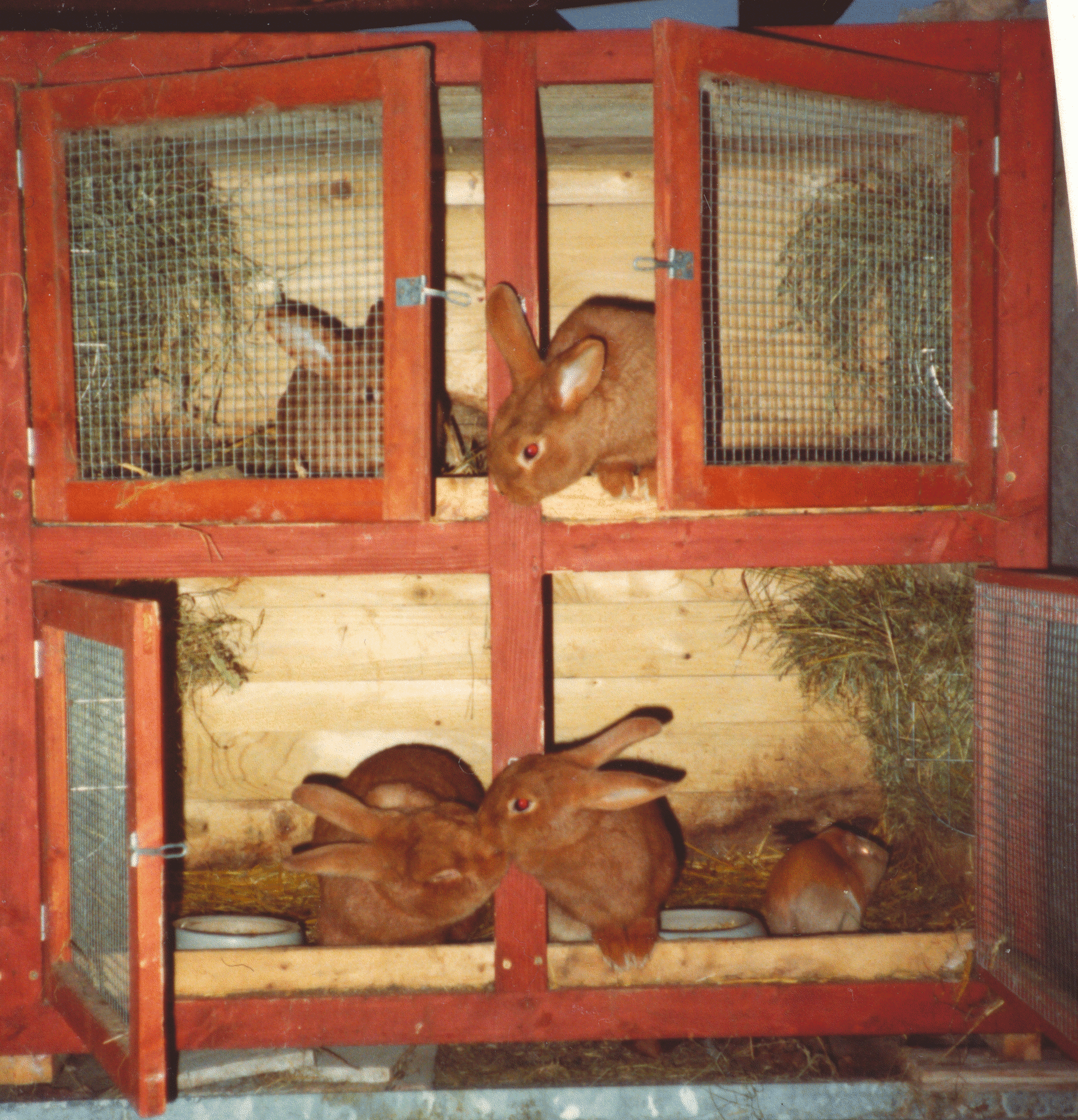
Clapiers classiques en bois grillagé (Allemagne, 1986).
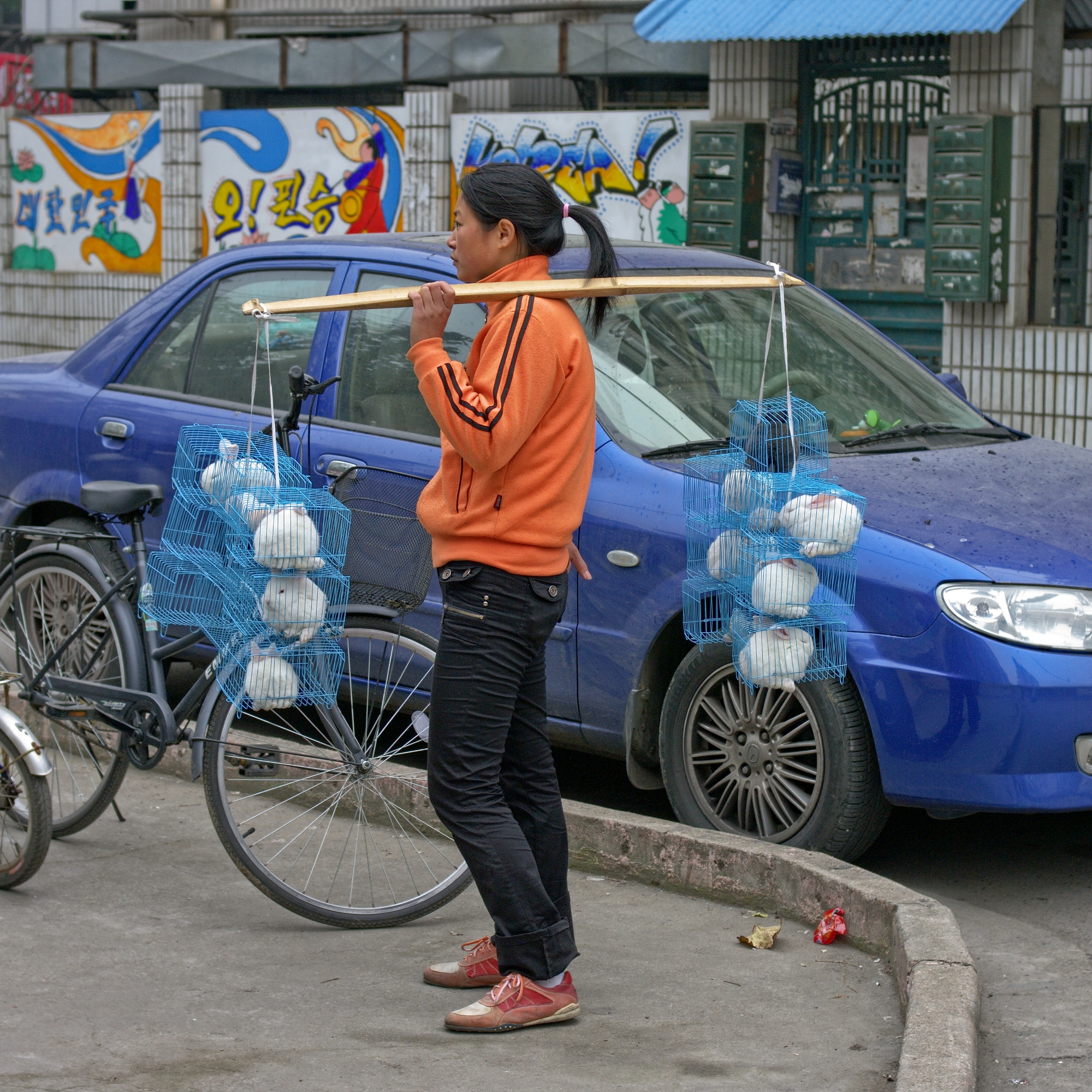
Vendeuse ambulante de jeunes lapins en cage (Chine, 2008).
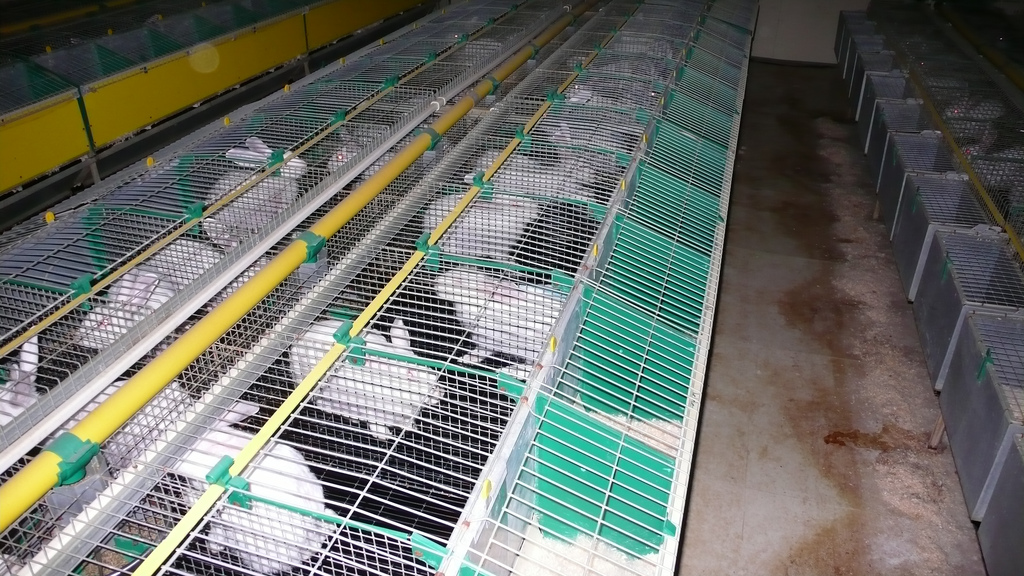
Cages à lapins d'un élevage moderne (France, 2009).
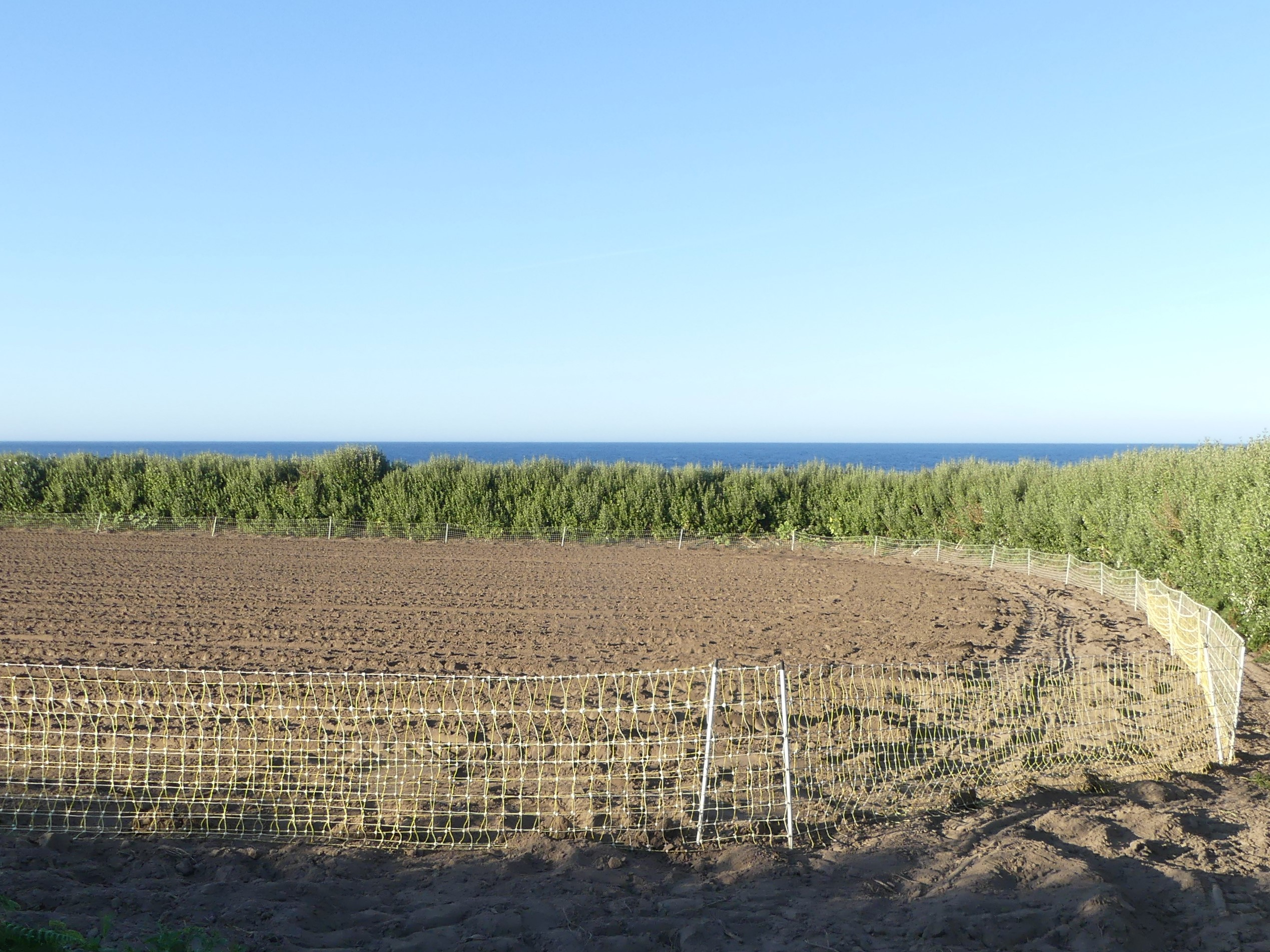
Filets de protection contre les lapins de garenne (France, 2018).

### Les lapins dans la culture

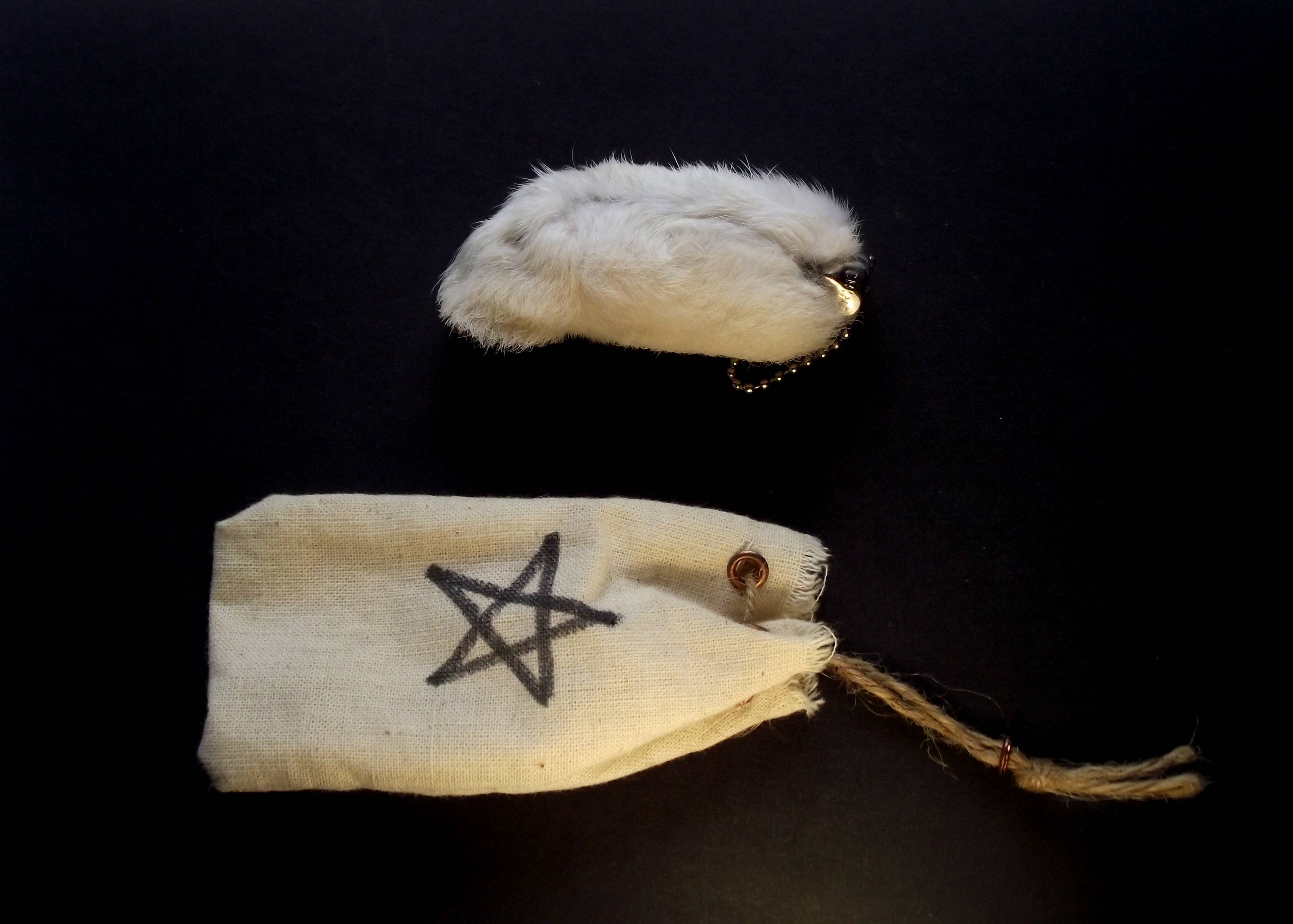
Patte de lapin porte-bonheur.

Le lapin, sans référence à aucune espèce précise, est très présent dans la culture populaire et enfantine, ainsi que dans la mythologie. Le lapin est aussi fortement associé à la fête de Pâques.
Redouté par les marins qui ne prononcent jamais son nom, sous peine de porter malheur, et le désignent par des périphrases comme « l'animal aux longues oreilles », « cousin du lièvre », il est au contraire adopté comme symbole dans des cultures et des professions très diverses, un peu partout dans le monde.
L'univers du marketing s'en est également emparé, créant des mascottes célèbres. Le multimédia est également touché, notamment avec les lapins crétins d'Ubisoft.
Dans les jeux vidéo, les lapins peuvent être des ennemis. Dans Super Mario Odyssey par exemple, les Broodals, des lapins aux différentes formes, sont les minis boss du jeu. On peut aussi les trouver dans des productions indépendantes comme Braid, créé par Jonathan Blow, où les lapins tueront le joueur au premier contact.
Dans la littérature, Richard Adams fait des lapins les protagonistes de son roman Les Garennes de Watership Down, et détaille leur société inventivement. Toutefois, Lewis Carroll avait déjà mis en scène des lapins, dans son roman Alice au Pays des Merveilles, qui remplissaient les rôles de laquais au service de la Reine de Cœur.
En motifs, en peluches ou en personnages de fiction, les lapins font partie des classiques de l'univers enfantin, notamment Bugs Bunny, personnage célèbre et mascotte de la compagnie Warner Bros.
Dans le calendrier républicain, Lapin était le nom donné au 15e jour du mois de nivôse.

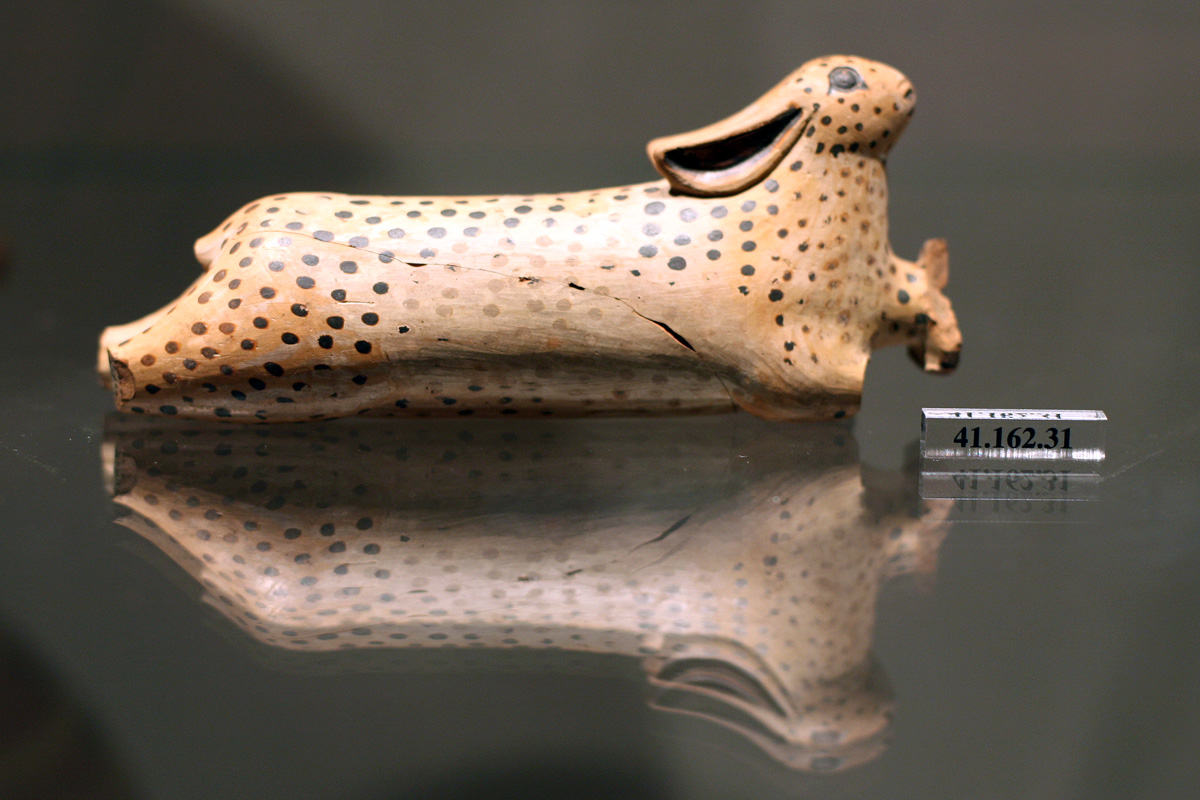
Poterie étrusque en forme de lapin
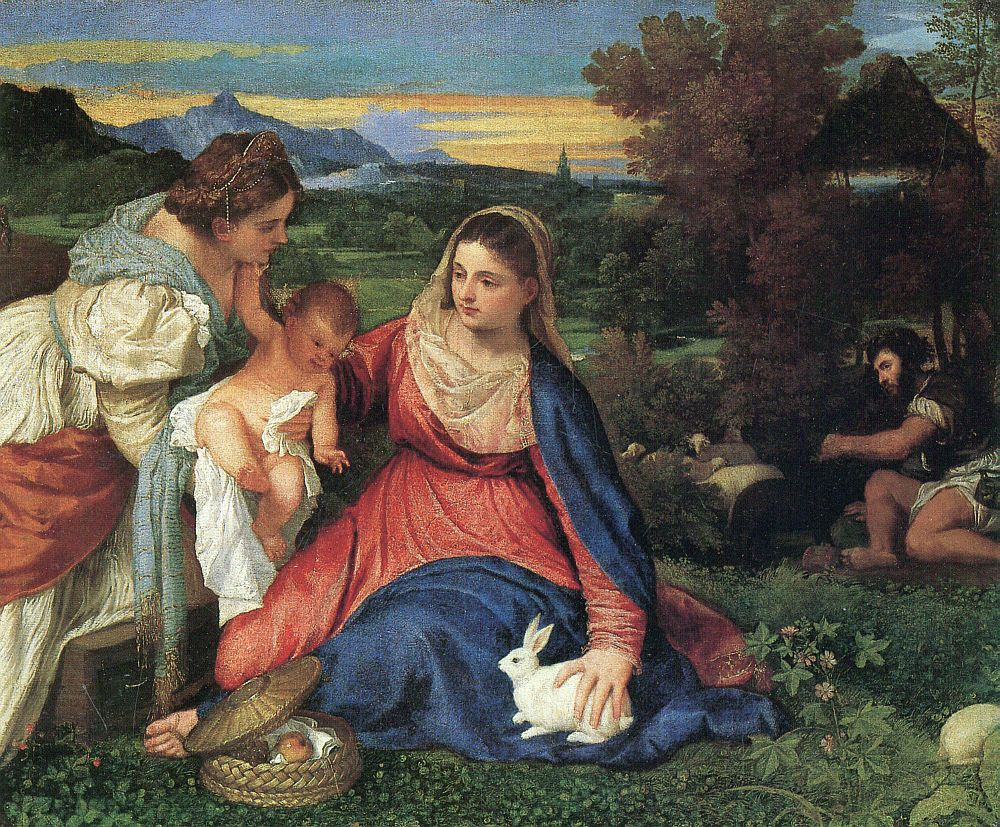
la « Vierge au lapin » du Titien, 1530
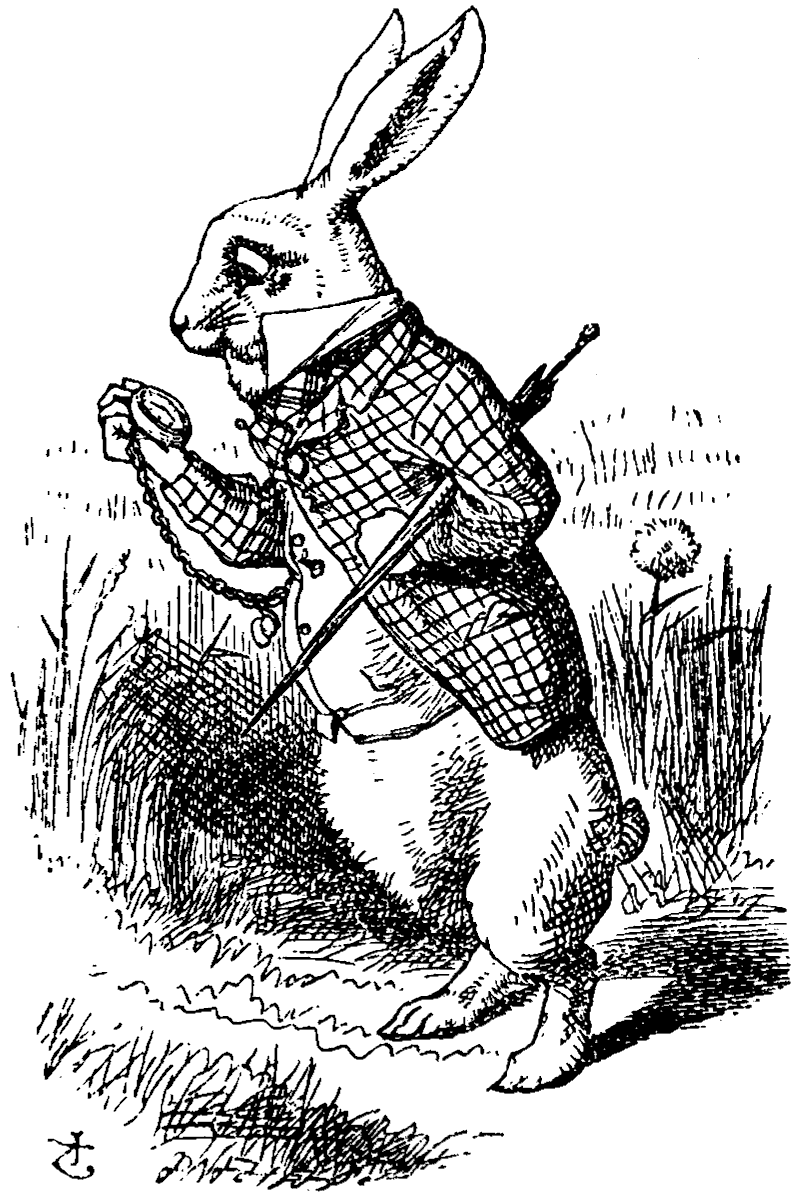
Le lapin blanc d'Alice au pays des merveilles
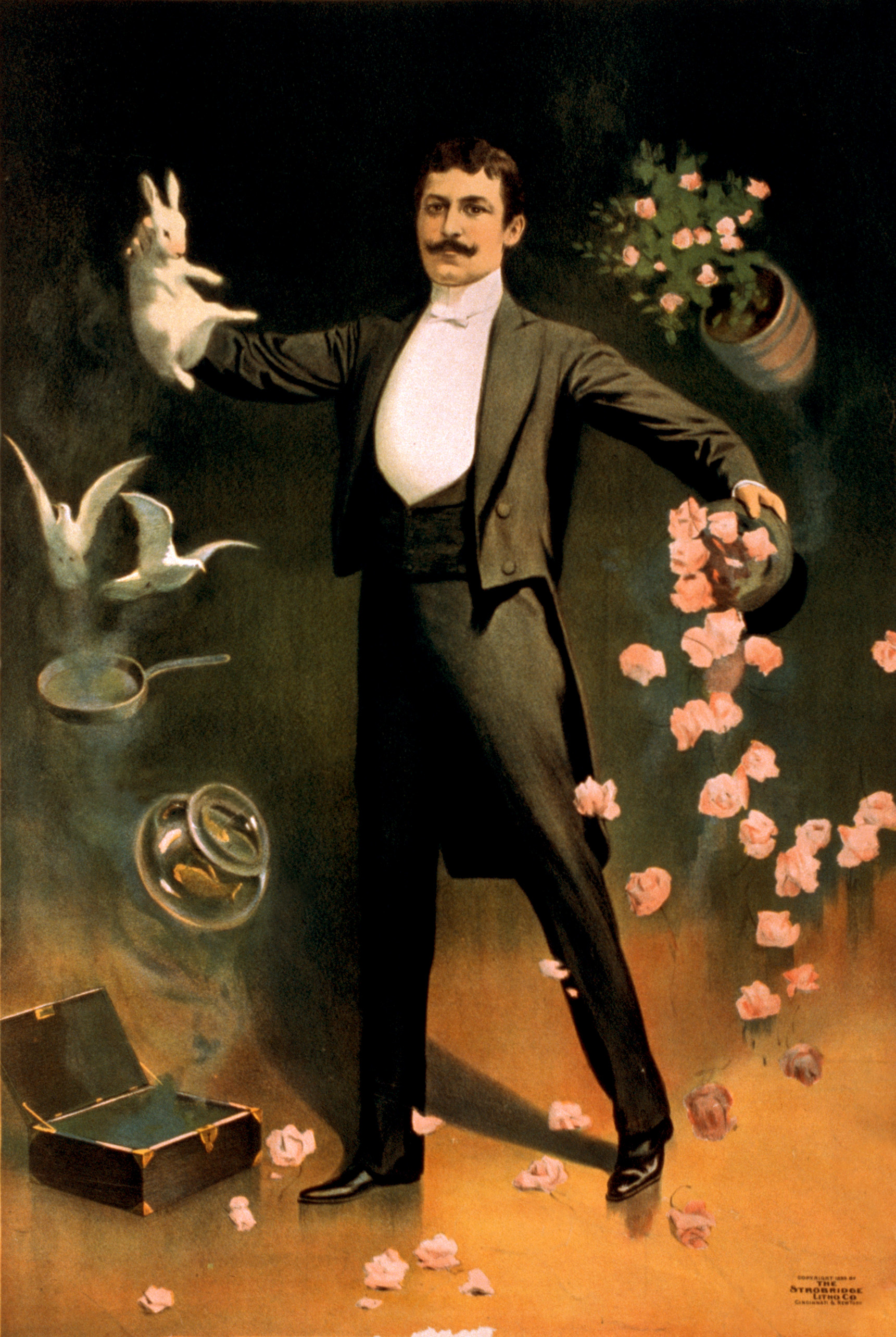
Lapin de spectacle, partenaire des illusionnistes
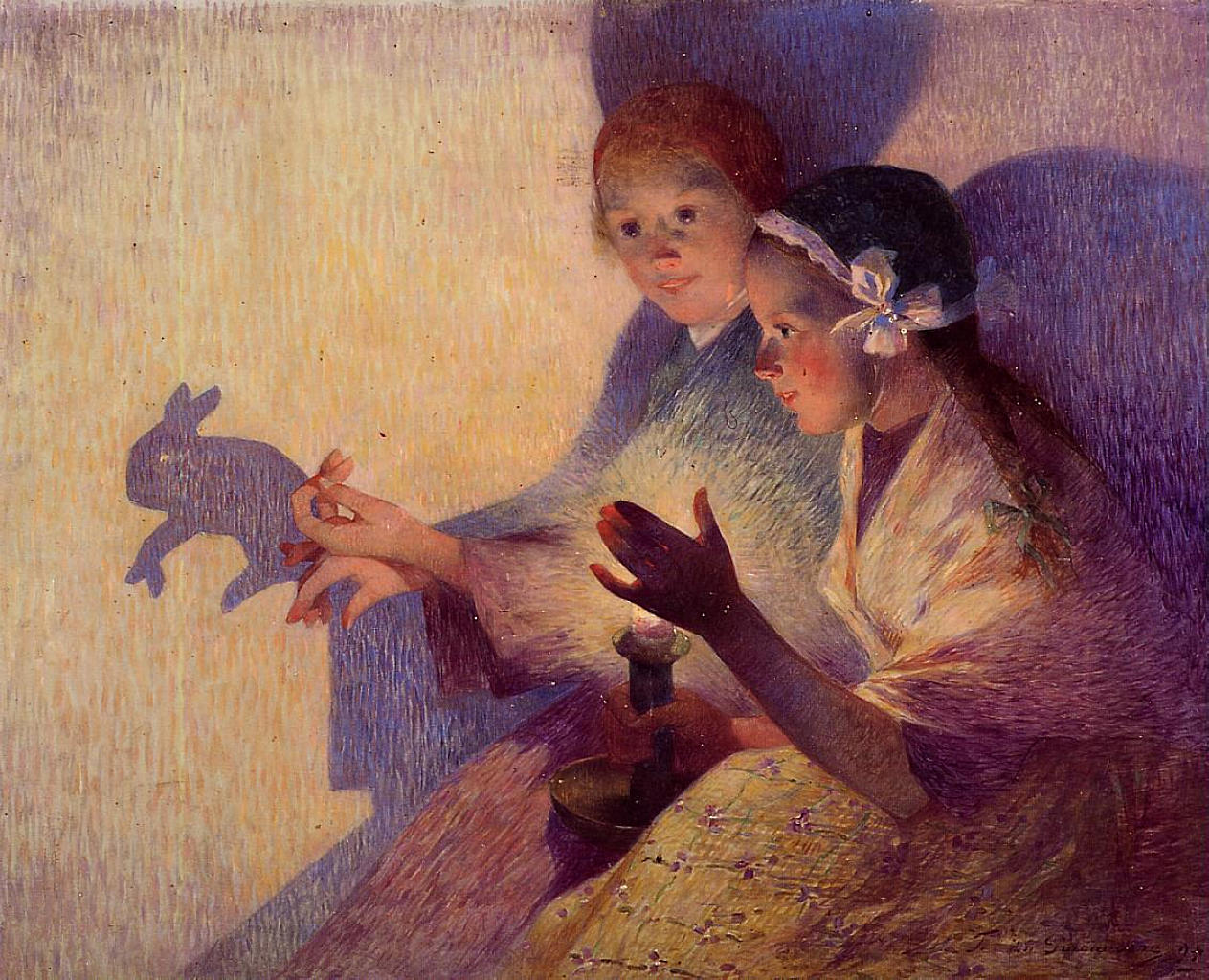
Ombre chinoise formant un lapin
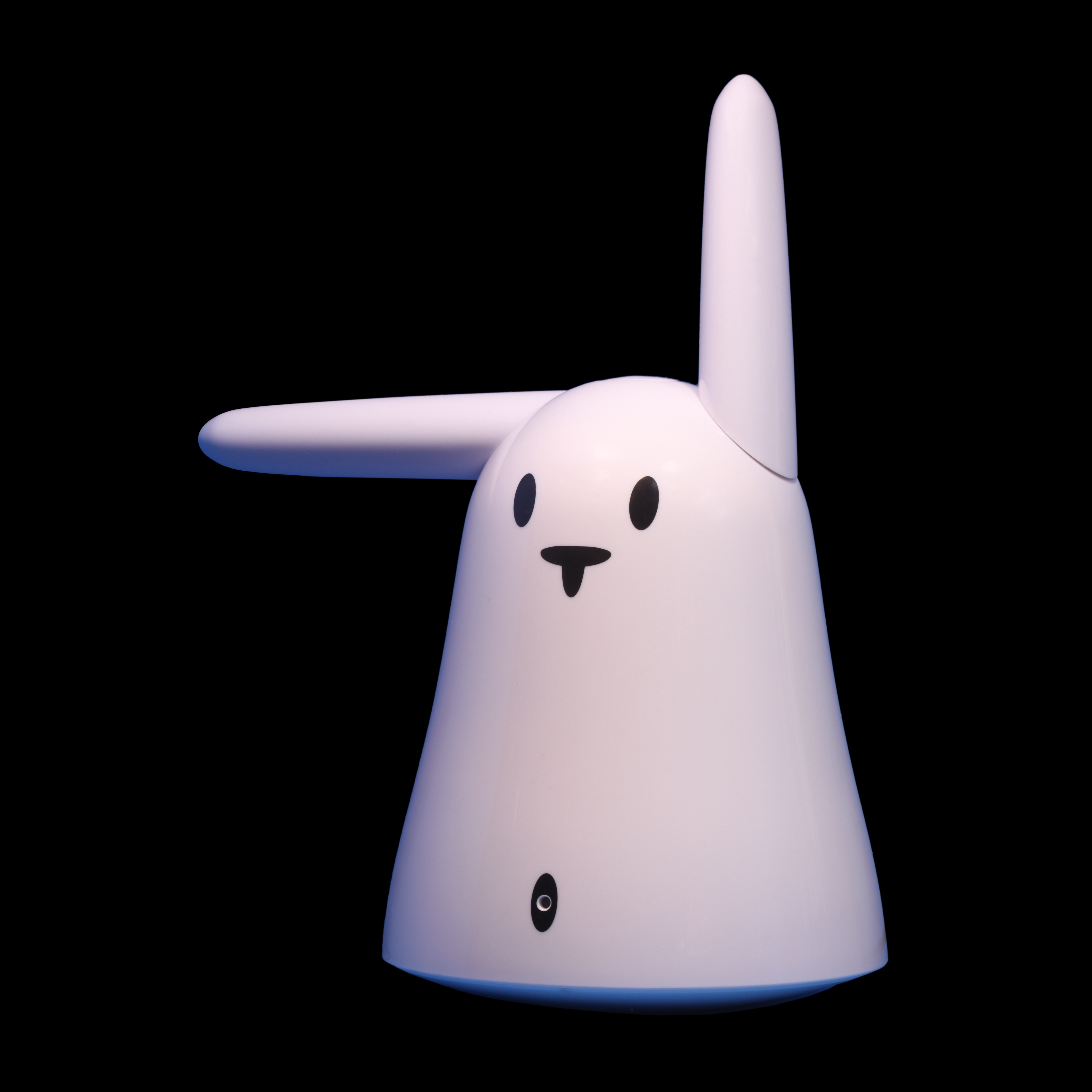
Nabaztag, un objet communicant en forme de lapin stylisé
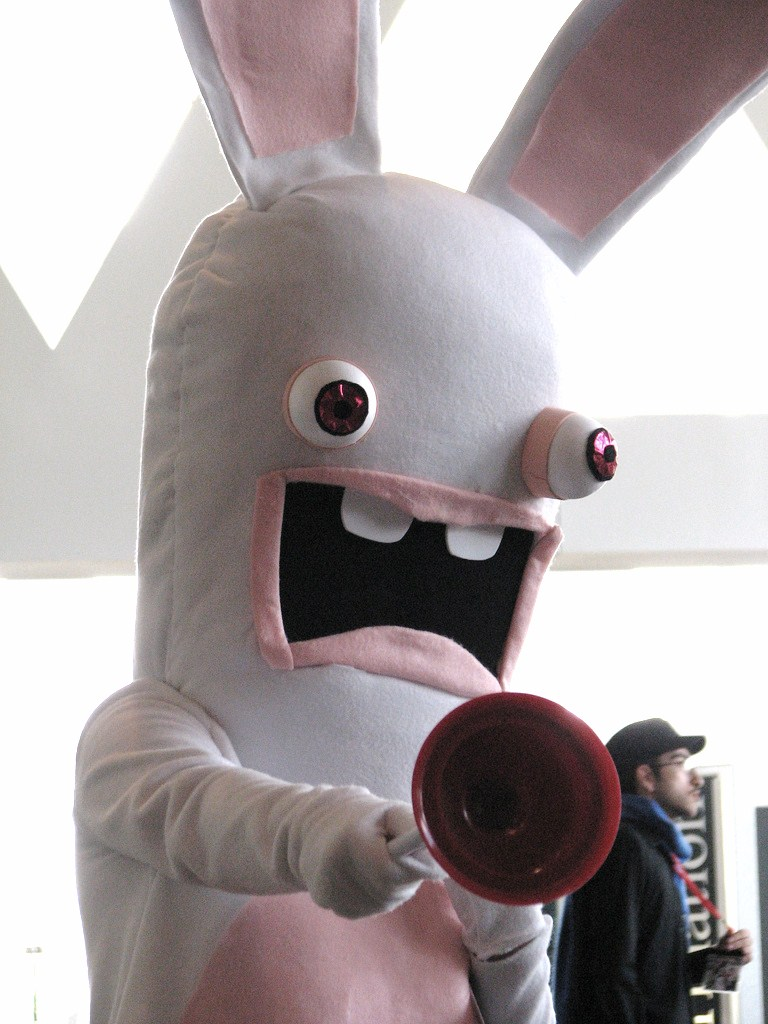
Lapins crétins d'Ubisoft

#### Sciences
- (fr) Callou C. (1995), Modifications de l'aire de répartition du Lapin (Oryctolagus cuniculus) en France et en Espagne, du Pléistocène à l'époque actuelle. État de la question. Anthropozoologica, 21 : 95-114.
- Societé d'ethnozootechnie, Le lapin : aspects historiques, culturels et sociaux, Paris (no 27), 15 novembre 1980 (1re éd. 1981), 118 p. (lire en ligne).